# Capitoli di Bleach

Copertina del primo volume dell'edizione italiana

Questa è la lista dei capitoli di Bleach, manga scritto e disegnato da Tite Kubo. La storia racconta le avventure di un ragazzo di quindici anni di nome Ichigo Kurosaki e di Rukia Kuchiki, una Shinigami. Durante uno scontro con uno spirito maligno (Hollow), Rukia rimane gravemente ferita ed è costretta a trasferire parte dei suoi poteri ad Ichigo. Tuttavia, durante il processo di trasferimento qualcosa va storto, e Ichigo assorbe tutti i poteri di Rukia, diventando uno Shinigami a sua volta.
La serie è stata pubblicata sulla rivista Weekly Shōnen Jump dal 7 agosto 2001 al 22 agosto 2016, per un totale di 686 capitoli settimanali. I singoli capitoli sono poi stati raccolti da Shūeisha in 74 volumi formato tankōbon, pubblicati tra il 5 gennaio 2002 e il 4 novembre 2016. In Italia il manga è pubblicato da Panini Comics dall'11 maggio 2006, con cadenza mensile, e dal numero 31 a cadenza bimestrale.
I titoli originali dei volumi e dei capitoli sono prevalentemente in inglese con l'aggiunta di furigana per facilitare la lettura al pubblico giapponese. La maggior parte dei titoli inglesi sono stati importati tali e quali nell'adattamento italiano, nel caso invece i due non coincidano tra parentesi vengono indicati i titoli dell'edizione originale giapponese.
| Indice Lista volumi 1 2 3 4 5 6 7 8 9 10 11 12 13 14 15 16 17 18 19 20 21 22 23 24 25 26 27 28 29 30 31 32 33 34 35 36 37 38 39 40 41 42 43 44 45 46 47 48 49 50 51 52 53 54 55 56 57 58 59 60 61 62 63 64 65 66 67 68 69 70 71 72 73 74 Note |

## Lista volumi
| Nº | Titolo italiano Giapponese 「Kanji」 - Rōmaji | Data di prima pubblicazione             | Data di prima pubblicazione              |
| Nº | Titolo italiano Giapponese 「Kanji」 - Rōmaji | Giapponese                              | Italiano                                 |
| 1  | The Death and the Strawberry 「THE DEATH AND THE STRAWBERRY」 | 5 gennaio 2002 ISBN 4-08-873213-8       | 11 maggio 2006 ISBN 978-88-6346-207-4    |
| 1  | Capitoli - 1. Death & Strawberry - 2. Starter - 3. Headhittin' - 4. Why Do You Eat It? (WHY DO YOU EAT IT??) - 5. Binda-blinda (Binda·blinda?) - 6. Microcrack (microckrack.?) - 7. The Pink Cheeked Parakeet |                                         |                                          |
| 1  | Trama Ichigo Kurosaki è un giovane dotato dell'abilità di vedere gli spiriti. La sua vita subisce un drastico cambiamento quando una Shinigami di nome Rukia Kuchiki, incrocia il suo cammino in cerca di un Hollow, una pericolosa anima smarrita. Durante lo scontro con lo spirito, Rukia rimane gravemente ferita ed è costretta a trasferire parte dei suoi poteri ad Ichigo, che accetta la proposta della Shinigami nel tentativo di proteggere i suoi familiari. Tuttavia, durante il processo di trasferimento, qualcosa va storto ed Ichigo assorbe tutti i poteri di Rukia. Il giorno successivo, Rukia si presenta alla scuola di Ichigo, informandolo che dovrà sostituirla come Shinigami finché non si sarà ripresa. Ichigo salva la sua compagna Inoue Orihime, dal fratello divenuto Hollow, mentre Yasutora "Chad" Sado, un altro suo compagno, trova un pappagallo che ospita l'anima di un bambino e giura di difenderlo. |                                         |                                          |
| 2  | Goodbye Parakeet, Goodnite My Sista 「GOODBYE PARAKEET, GOODNITE MY SISTA」 | 4 marzo 2002 ISBN 4-08-873237-5         | 15 giugno 2006 ISBN 978-88-6346-199-2    |
| 2  | Capitoli - 8. Chase Chad Around - 9. Monster and a Transfer [Struck Down] - 10. Monster and a Transfer pt.2 [The Deathberry] - 11. Back. [Leechbomb or Mom] (Back. [Leachbomb or Mom]?) - 12. The Gate of The End - 13. Bad Standard (BAD STANDARD?) - 14. School Daze!!! - 15. Jumpin'Jack, Jolted - 16. Wasted but Wanted |                                         |                                          |
| 2  | Trama Chad viene attaccato dall'assassino del ragazzo la cui anima risiede nel pappagallo, divenuto un Hollow. Ichigo salva Chad, che non è in grado di vedere il suo assalitore, uccide l'Hollow e manda l'anima del ragazzo nella Soul Society, dove potrà trovare pace. Successivamente, Rukia consegna ad Ichigo una speciale caramella, che gli consente di lasciare il suo corpo ed assumere i poteri di Shinigami, mentre un'anima modificata se ne prende cura. Tuttavia, l'anima si rivela difettosa e, disobbedendo agli ordini, inizia a girovagare per la città nel corpo di Ichigo. Dopo che Ichigo l'ha salvata da un Hollow, Kisuke Urahara, il proprietario del negozio dove Rukia l'ha acquistata, la costringe a rientrare nella caramella. Recuperata la caramella da Urahara, Rukia la riconsegna ad Ichigo. |                                         |                                          |
| 3  | Memories in the Rain 「memories in the rain」 | 4 luglio 2002 ISBN 4-08-873275-8        | 13 luglio 2006 ISBN 978-88-6346-253-1    |
| 3  | Capitoli - 17. 17/6 - 18. 17/6 op.2 "Can't Smile Don't Blame" - 19. 17/6 op.3 "Memories in the Rain" (17/6 op.3 "memories in the rain") - 20. 17/6 op.4 "Face Again" (17/6 op.4 "face again") - 21. 17/6 op.5 "Il ragazzo combattente" (17/6 op.5 "戦う少年"?, 17/6 op.5 "Tatakau shōnen") - 22. 17/6 op.6 "Battle on Graveyard" (17/6 op.6 "BATTLE ON GRAVEYARD"?) - 23. 17/6 op.7 "Volontà tagliente, lama smussata" (17/6 op.7 "意志は鋭し,刃は鈍し"?, 17/6 op.7 "Ishi wa surudoshi, yaiba wa nibushi") - 24. 17/6 op.8 "All One Way Sympathies" - 25. 17/6 op.9 "Il ragazzo combattente 2 [The Cigar Blues Mix]" (17/6 op.9 "戦う少年2 [The Cigar Blues Mix]"?, 17/6 op.9 "Tatakau shōnen 2 [The Cigar Blues Mix]") |                                         |                                          |
| 3  | Trama L'anima artificiale di nome Kon viene messa in un peluche di un leone, che Ichigo tiene nella sua stanza. Con la sua famiglia, Ichigo va a far visita alla tomba della madre, il giorno dell'anniversario della sua morte. Venendo a conoscere le circostanze della morte della donna, Rukia sospetta che la madre di Ichigo sia stata uccisa da un Hollow. Al cimitero, le sorelle minori di Ichigo, Yuzu e Karin, vengono attaccate da un Hollow di nome Grand Fisher. Quando Ichigo corre in loro soccorso, apprende che quello che le ha attaccate è lo stesso Hollow che ha ucciso sua madre. Grand Fisher tenta di usare l'immagine di sua madre per distrarre il ragazzo, ma questo se ne accorge e costringe il suo avversario alla fuga. Ripresosi dallo scontro, Ichigo afferma di voler rimanere uno Shinigami, in modo da proteggere i suoi cari. |                                         |                                          |
| 4  | Quincy Archer Hates You 「QUINCY ARCHER HATES YOU」 | 4 settembre 2002 ISBN 4-08-873310-X     | 10 agosto 2006 ISBN 978-88-6346-762-8    |
| 4  | Capitoli - 26. Paradise Is Nowhere - 27. Spirits Ain't Always With Us (Spirits Ain't Always WITH US?) - 28. Symptom of Synesthesia - 29. Stop That Stupid!! (Stop that stupid!!?) - 30. Second Contact (it was outside the scope of our understanding) - 31. Heroes Can Save You (HEROES CAN SAVE YOU?) - 32. Hero is Always With Me? - 33. Rockin' Future 7 (ROCKIN' FUTURE 7?) - 34. Quincy Archer Hates You |                                         |                                          |
| 4  | Trama La famiglia ed alcuni amici di Ichigo, assistono alle riprese dello show televisivo del medium Don Kanonji, il quale, a sua insaputa, trasforma uno spirito in un Hollow. Urahara trasforma Ichigo in Shinigami col suo bastone, cosicché il ragazzo possa battersi con l'Hollow. Con i suoi poteri spirituali, Don Kanonji aiuta Ichigo a sconfiggere l'Hollow e, dopo aver affermato il suo rammarico per averlo creato, viene consolato dal ragazzo. Nei giorni successivi, molti Hollow vengono sconfitti prima che Ichigo e Rukia riescano a rintracciarli. Il responsabile è Uryū Ishida, che utilizza per distruggerli un arco spirituale. |                                         |                                          |
| 5  | Rightarm of the Giant 「RIGHTARM OF THE GIANT」 | 1º novembre 2002 ISBN 4-08-873335-5     | 14 settembre 2006 ISBN 978-88-8343-983-4 |
| 5  | Capitoli - 35. Can You Be My Enemy? - 36. Noi, arrivati al punto di morire per vendetta (我ら、報復の為に死に至いて?, Warera, hōfuku no tameni shini itaite) - 37. Crossing The Rubicon - 38. Bent (BENT?) - 39. Rightarm of the Giant (Rightarm of The Giant?) - 40. Grow? - 41. Princess & Dragon - 42. Princess & Dragon Part.2 "The Majestic" (Princess & Dragon PART.2 "The Majestic"?) - 43. Princess & Dragon Part.3 "Six Flowers" (Princess & Dragon PART.3 "Six flowers"?) |                                         |                                          |
| 5  | Trama Nel tentativo di dimostrare che i Quincy, dei quali egli è l'ultimo esponente, sono superiori agli Shinigami, Uryū sfida Ichigo ad una gara a chi distrugge più Hollow. Uryū attira, per questo motivo, centinaia di Hollow a Karakura, mettendo in pericolo numerose persone. Urahara informa Rukia del fatto che i Quincy, invece di purificare le anime degli Hollow come fanno gli Shinigami, le distruggono definitivamente e che i responsabili dello sterminio dei Quincy sono proprio gli Shinigami. Nel frattempo, degli Hollow attaccano Chad ed Orihime, ma entrambi si riescono a difendere risvegliando i propri poteri spirituali, rispettivamente un braccio potenziato ed un sestetto di fate. Sconfitti gli Hollow, in seguito allo sforzo dovuto al risveglio dei loro poteri, i due perdono conoscenza, e Urahara li soccorre entrambi. |                                         |                                          |
| 6  | The Death Trilogy Overture 「THE DEATH TRILOGY OVERTURE」 | 20 dicembre 2002 ISBN 4-08-873366-5     | 12 ottobre 2006 ISBN 978-88-6589-076-9   |
| 6  | Capitoli - 44. Awaken [to the Threat] - 45. Point of Purpose - 46. Karneades ~ Back to Back - 47. Back to Back ~ Tearing Sky - 48. Menos Grande (メノス・グランデ?, Menosu Gurande) - 49. Unchained. (unchained.?) - 50. Quincy Archer Hates You Part 2 [Blind But Bleed Mix] - 51. Death 3 (DEATH 3?) - 52. Needless Emotions |                                         |                                          |
| 6  | Trama Urahara spiega ad Orihime e Chad che il loro contatto con Ichigo ha permesso di risvegliare i loro poteri. Ichigo si riunisce ad Uryū e, mentre i due combattono assieme contro gli Hollow, apprendono i reciproci passati. Un gigantesco Hollow, detto Menos Grande, appare di fronte a loro ed Ichigo sfrutta i suoi poteri al massimo per respingerlo. L'accumulo di potere rischia di uccidere Ichigo, ma Uryū lo salva, liberando quello in eccesso. Il giorno successivo, Ichigo tenta di fare amicizia con Uryū, mentre Rukia decide di fare ritorno alla Soul Society. Mentre sta lasciando il mondo dei vivi, la ragazza viene attaccata da uno Shinigami di nome Renji Abarai e dal capitano Byakuya Kuchiki, che è anche suo fratello. I due hanno intenzione di arrestarla per aver trasferito i suoi poteri ad Ichigo, ma Uryū interviene a fermarli. |                                         |                                          |
| 7  | The Broken Coda 「THE BROKEN CODA」 | 4 marzo 2003 ISBN 4-08-873392-4         | 16 novembre 2006 ISBN 978-88-8343-992-6  |
| 7  | Capitoli - 53. Nice to meet you, I will beat you - 54. Un fanciullo che non sa neppure chiedere il nome (名も訊けぬ子供?, Namo kikenu kodomo) - 55. Shut (SHUT?) - 56. Broken Coda (broken coda?) - 57. Unfinished July Rain - 58. Blank (blank?) - 59. Lesson 1: One Strike!+Jailed at Home - 60. Lesson 1-2: Down!! (Lesson 1-2: DOWN!!?) - 61. Lesson 2: Shattered shaft |                                         |                                          |
| 7  | Trama Ichigo scopre che Rukia se n'è andata e si mette alla sua ricerca con l'aiuto di Urahara. Renji sconfigge Uryū, ma Ichigo sopraggiunge sul posto ed inizia a battersi con lo Shinigami. Quest'ultimo, spiega che ogni zanpakutō ha una forma unica, che si può utilizzare solo dopo che il suo padrone scopre il nome della spada. Trasformata la sua arma, Zabimaru, Renji sopraffà Ichigo. Questi riesce a contrattaccare, utilizzando la parte latente dei suoi poteri, ma, prima che riesca a finire il suo avversario, viene gravemente ferito da Byakuya. Su richiesta di Rukia, Ichigo cessa il combattimento e la Shinigami fa ritorno alla Soul Society, senza opporre resistenza. Mentre, al suo negozio, Urahara guarisce Ichigo ed inizia ad allenarlo, il gatto parlante Yoruichi Shihōin si appresta ad addestrare Orihime e Chad, in modo che possano aiutare Ichigo. |                                         |                                          |
| 8  | The Blade and Me 「THE BLADE AND ME」 | 4 giugno 2003 ISBN 4-08-873435-1        | 14 dicembre 2006 ISBN 978-88-8343-993-3  |
| 8  | Capitoli - 62. Lesson 2-2: Bad Endin' In The Shaft - 63. Lesson 2-3: Innercircle Breakdown - 64. Back in Black (BACK IN BLACK?) - 65. Collisions - 66. The Blade and Me (THE BLADE AND ME?) - 67. End of Lessons - 68. Le ultime vacanze estive (最後の夏休み?, Saigo no natsuyasumi) - 69. 25:00 gathering - 70. Where Hollows Fear To Tread |                                         |                                          |
| 8  | Trama Durante l'allenamento, l'assistente di Urahara, Tessai Tsukabishi, recide la catena che collega l'anima di Ichigo al suo corpo, dando il via alla sua trasformazione in Hollow. All'interno della sua coscienza, Ichigo incontra lo spirito della sua zanpakutō, il quale gli permette di risvegliare i suoi poteri e diventare uno Shingami invece di un Hollow. Durante la lezione successiva, Ichigo si batte con Urahara, che usa la sua zanpakutō e lo costringe alla ritirata. Imbarazzato dalla sconfitta, Ichigo parla nuovamente con lo spirito della sua zanpakutō che gli rivela il suo nome, Zangetsu, il che gli permette di trasformare la sua arma, potenziandola. Terminato l'addestramento, Ichigo si unisce ad Orihime, Uryū, Chad e Yoruichi, ed il gruppo si appresta a raggiungere la Soul Society per salvare Rukia. |                                         |                                          |
| 9  | Fourteen Days for Conspiracy 「FOURTEEN DAYS FOR CONSPIRACY」 | 4 agosto 2003 ISBN 4-08-873495-5        | 18 gennaio 2007 ISBN 978-88-6346-060-5   |
| 9  | Capitoli - 71. Intruderz (INTRUDERZ?) - 72. The Superchunk - 73. Drizzly Axes - 74. Armlost, Armlost - 75. Pioggia di sangue (血雨?, Chisame) - 76. Boarrider Comin' - 77. Il nome dell'illustre sottoscritto è Ganju (俺様の名はガンジュ?, Oresama no na wa Ganju) - 78. Meet it at Basement (meeT iT aT basemenT?) - 79. Fourteen Days for Conspiracy (FOURTEEN DAYS FOR CONSPIRACY?) |                                         |                                          |
| 9  | Trama Ichigo ed il suo gruppo arrivano alla Soul Society e trovano a bloccargli la strada per entrare nel Seireitei, il guardiano del cancello Jidanbō Ikkanzaka. Ichigo lo sconfigge facilmente e quest'ultimo acconsente ad aprire il cancello, permettendogli di entrare. Tuttavia, mentre il gruppo tenta di oltrepassare la soglia, il capitano della Terza Brigata, Gin Ichimaru, li attacca, ferendo anche Jidanbō e causando la chiusura del cancello. Mentre sono alla ricerca di un altro modo per entrare, Ichigo ed i suoi incontrano Ganju Shiba, il cui odio per gli Shinigami lo porta a scontrarsi con Ichigo ma, prima che il confronto termini, Ganju si dilegua senza dare spiegazioni. Più tardi, Yoruichi chiede alla sua vecchia amica Kūkaku Shiba, sorella di Ganju, di aiutarli ad entrare nel Seireitei. |                                         |                                          |
| 10 | Tattoo on the Sky 「TATTOO ON THE SKY」 | 4 novembre 2003 ISBN 4-08-873525-0      | 15 febbraio 2007 ISBN 978-88-6346-284-5  |
| 10 | Capitoli - 80. The Shooting Star Project - 81. Twelve Tone Rendezvous - 82. Conflictable Composition - 83. Come with Me (COME WITH ME?) - 84. The Shooting Star Project 2 [Tattoo On The Sky] - 85. Intruderz 2 [Breakthrough the Roof Mix] (INTRUDERZ 2 [Breakthrough the roof mix]?) - 86. Making Good Relations, Ok? (Making Good Relations, OK??) - 87. Dance With Spears (Dancing With Spears?) - 88. So Unlucky We Are (SO UNLUCKY WE ARE?) - 88.5. Karakura Super Heroes (KARAKURA SUPER HEROES?) |                                         |                                          |
| 10 | Trama Per entrare nel Seireitei col cannone di Kūkaku, Ichigo ed i suoi devono imparare a focalizzare le proprie energie spirituali. Intanto, viene convocata una riunione d'emergenza di tutti e tredici i capitani Shinigami. Tuttavia, prima che Gin possa essere interrogato, un allarme interrompe la riunione. Prima di andarsene, il capitano della Quinta Brigata, Sōsuke Aizen, esprime i suoi sospetti nei confronti di Gin davanti al capitano della Decima Brigata Tōshirō Hitsugaya. Completato l'allenamento, il gruppo di Ichigo, al quale si unisce Ganju, entra nel cannone e viene sparato verso il Seireitei, ma in volo vengono separati. Ichigo e Ganju incontrano e si battono con due componenti dell'Undicesima Brigata, Ikkaku Madarame e Yumichika Ayasegawa e Ichigo riesce a sconfiggere Ikkaku. |                                         |                                          |
| 11 | A Star and a Stray Dog 「A STAR AND A STRAY DOG」 | 19 dicembre 2003 ISBN 4-08-873555-2     | 15 marzo 2007                            |
| 11 | Capitoli - 89. Masterly! And Farewell! - 90. See You Under a Firework - 91. King of Freischütz (KING OF FREISCHÜTZ?) - 92. Masterly! And Farewell! [Reprise] - 93. Steer For the Star - 94. Gaol Named Remorse - 95. Crush (CRUSH?) - 96. Bloodred Conflict (BLOODRED CONFLICT?) - 97. Talk About Your Fear - 98. La stella e il cane randagio (星と野良犬?, Hoshi to nora inu) |                                         |                                          |
| 11 | Trama Ganju sconfigge Yumichika usando dei fuochi d'artificio e si riunisce ad Ichigo. Intanto, Uryū ed Orihime si imbattono in Jirōbō Ikkanzaka, il quarto seggio della Settima Brigata, che Uryū sconfigge facilmente. Ichigo e Ganju vengono accerchiati da un grande gruppo di Shinigami e riescono a fuggire prendendo in ostaggio un maldestro membro della Quarta Brigata, Hanatarō Yamada. Quest'ultimo gli rivela una scorciatoia per raggiungere il luogo dove viene tenuta Rukia. Mentre si reca a trovare Rukia, Renji, il luogotenente della Sesta Brigata, affronta Ichigo. Il ragazzo, usando quanto appreso da Urahara, sopraffà Renji. Prima di cadere sconfitto, lo Shinigami ricorda la lunga amicizia con Rukia e chiede ad Ichigo di salvarla. |                                         |                                          |
| 12 | Flower on the Precipice 「FLOWER ON THE PRECIPICE」 | 4 marzo 2004 ISBN 4-08-873576-5         | 14 aprile 2007                           |
| 12 | Capitoli - 99. Dead Black War Cloud - 100. Come un fiore sul ciglio di un precipizio (それは岩壁の花に似て?, Sore wa ganpeki no hana ni nite) - 101. Split Under The Red Stalk - 102. Nobody Beats - 103. Dominion - 104. The Undead - 105. Spring, Spring, Meets The Tiger - 106. Cause For Confront - 107. Heat In Trust - 0.8. A Wonderful Error (a wonderful error?) |                                         |                                          |
| 12 | Trama Byakuya tenta di giustiziare Renji per essersi fatto sconfiggere da Ichigo, ma viene fermato dagli altri Shinigami. Il capitano Hitsugaya informa la sua amica e luogotenente della Quinta Brigata, Momo Hinamori, dei suoi sospetti nei confronti di Gin. Il giorno seguente, il capitano Aizen viene ritrovato morto. Credendo Gin responsabile, Hinamori lo attacca, ma in sua difesa si para il suo luogotenente, Izuru Kira ed entrambi vengono incarcerati per aver combattuto. Hanatarō cura Ichigo e i due, assieme a Ganju, proseguono verso il luogo di detenzione di Rukia. Il gruppo viene attaccato dal capitano dell'Undicesima Brigata Kenpachi Zaraki. Ichigo rimane a battersi con lui, mentre Hanatarō e Ganju proseguono. Intanto, Chad affronta il Capitano dell'Ottava Brigata, Shunsui Kyōraku, che lo sconfigge facilmente. |                                         |                                          |
| 13 | The Undead 「THE UNDEAD」 | 4 luglio 2004 ISBN 4-08-873610-9        | 12 maggio 2007                           |
| 13 | Capitoli - 108. Time For Scare - 109. Come una tigre che non calpesta il fiore (花を踏まぬ虎のように?, Hana o fumanu tora no yōni) - 110. Dark Side of Universe - 111. Black & White - 112. The Undead 2 [Rise & Craze] - 113. The Undead 3 [Closing Frantica] - 114. Tutto ciò che riguarda il mondo che crolla (崩れゆく世界のすべてについて?, Kuzureyuku sekai no subete nitsuite) - 115. Remnant |                                         |                                          |
| 13 | Trama Kyōraku decide di arrestare Chad e di non ucciderlo, essendosi reso conto che non ha cattive intenzioni. Nel suo combattimento contro Kenpachi, Ichigo viene inizialmente sconfitto con facilità. Zangetsu appare per testare Ichigo, che si batte contro il suo Hollow interiore. Quando Ichigo si rende conto di non sapere nulla su Zangetsu e promette di mettervi riparo, il combattimento si interrompe ed il ragazzo si rialza per riprendere il duello con Kenpachi. Essendo in grado di utilizzare tutto il potere della sua zanpakutō, questa volta Ichigo riesce ad eguagliare la forza del suo avversario. Quando entrambi sono a terra, la luogotenente di Kenpachi, Yachiru Kusajishi, porta via il suo capitano ed al suo risveglio egli le confessa di non aver mai scoperto il nome della sua zanpakutō. Intanto, Ganju ed Hanatarō arrivano da Rukia, ma, quando si rende conto che questa è la Shinigami responsabile della morte del fratello, Ganju tenta di ucciderla. |                                         |                                          |
| 14 | White Tower Rocks 「WHITE TOWER ROCKS」 | 3 settembre 2004 ISBN 4-08-873649-4     | 14 giugno 2007                           |
| 14 | Capitoli - 116. White Tower Rocks - 117. Remnant 2 [Deny the Shadow] - 118. The Supernal Tag - 119. Secret of the Moon - 120. Shake Hands With Grenades - 121. In Sane We Trust - 122. Don't Lose Your Grip On - 123. Pledge My Pride To |                                         |                                          |
| 14 | Trama Byakuya arriva alla prigione con l'intenzione di uccidere Ganju ed Hanatarō. Nel tentativo di proteggere Hanatarō, Ganju affronta Byakuya e quasi rimane ucciso. Mentre Ichigo si risveglia dopo il combattimento con Kenpachi, scopre che Yoruichi è in realtà una donna che aveva assunto le sembianze di un felino. Ichigo affronta Byakuya, ma lo scontro viene interrotto da Yoruichi. La donna porta via il ragazzo, promettendo a Byakuya che col suo allenamento, durante il quale gli insegnerà ad utilizzare il secondo rilascio della sua zanpakutō, il bankai, sarà in grado di sconfiggerlo. Uryū ed Orihime vengono attaccati dal capitano della Dodicesima Brigata, Mayuri Kurotsuchi. Quest'ultimo, dopo aver tentato di uccidere Uryū sacrificando i suoi sottoposti, rivela di aver condotto numerosi esperimenti su molti Quincy, incluso il nonno e maestro di Uryū, Sōken Ishida, del quale ha causato la morte. |                                         |                                          |
| 15 | Beginning of the Death of Tomorrow 「BEGINNING OF THE DEATH OF TOMORROW」 | 3 dicembre 2004 ISBN 4-08-873682-6      | 12 luglio 2007                           |
| 15 | Capitoli - 124. Crying Little People - 125. Insanity & Genius - 126. The Last of a Void War - 127. Beginning of the Death of Tomorrow - 128. The Great Joint Struggle Union - 129. Suspicion [for Assassination] - 130. Suspicion 2 [of Tears] - -17. Preludio per le stelle erranti (逸れゆく星々の為の前奏曲?, Sore yuku hoshiboshi no tame no sensōkyoku) |                                         |                                          |
| 15 | Trama Uryū usa una tecnica Quincy proibita per riprendersi dalle ferite che Mayuri gli aveva inflitto col suo bankai. In questo stato, Uryū sopraffà Mayuri, che fugge tramutando il suo corpo in una massa intangibile. Ishida si dirige verso la prigione, ma sulla strada viene catturato dal capitano della Nona Brigata, Kaname Tōsen, mentre Ichigo prosegue l'allenamento per acquisire il bankai. Successivamente, Orihime, Uryū, Ganju e Chad vengono liberati da Kenpachi, che vuole che essi lo conducano da Ichigo per poterlo risfidare. Dopo aver letto l'ultima missiva di Aizen, Hinamori fugge di prigione e raggiunge Hitsugaya e Gin in procinto di scontrarsi. La ragazza volge la sua zanpakutō in direzione di Hitsugaya e lo accusa di aver ucciso Aizen. |                                         |                                          |
| 16 | Night of Wijnruit 「NIGHT OF WIJNRUIT」 | 4 marzo 2005 ISBN 4-08-873777-6         | 9 agosto 2007                            |
| 16 | Capitoli - 131. The True Will - 132. Creeping Limit - 133. Memories in the Rain 2 "The Nocturne" (memories in the rain2 "the nocturne"?) - 134. Memories in the Rain 2 op.2 "Longing For Sanctuary" (memories in the rain2 op.2 "Longing For Sanctuary"?) - 135. Memories in the Rain 2 op.3 "Affected By the Night" (memories in the rain2 op.3 "Affected By the Night"?) - 136. Memories in the Rain 2 op.4 "Night of Wijnruit" (memories in the rain2 op.4 "night of wijnruit"?) - 137. Surrounding Clutch - 138. Individual Thoughts - 139. Drowsy, Bloody, Crazy |                                         |                                          |
| 16 | Trama Hinamori attacca furiosamente Hitsugaya, che la mette fuori combattimento. Conseguentemente, il capitano si scaglia su Gin ma, quando quest'ultimo tenta di colpire l'incosciente Hinamori, la luogotenente di Hitsugaya, Rangiku Matsumoto, interrompe il combattimento. Mentre il capitano della Tredicesima Brigata, Jūshirō Ukitake, scopre che l'esecuzione di Rukia, sua subordinata, è stata inaspettatamente anticipata, la ragazza ricorda il suo passato col luogotenente Kaien Shiba, fratello di Ganju. Quando un Hollow si impossessò del corpo di Kaien, Rukia fu costretta ad ucciderlo. Nel frattempo, per aiutare i compagni di Ichigo scortati da Yachiru, Kenpachi combatte coi capitani della Settima e della Nona Brigata, Sajin Komamura e Kaname Tōsen, mentre i suoi sottoposti Ikkaku e Yumichika combattono contro i rispettivi luogotenenti. |                                         |                                          |
| 17 | Rosa Rubicundior, Lilio Candidior 「ROSA RUBICUNDIOR, LILIO CANDIDIOR」 | 3 luglio 2005 ISBN 4-08-873817-9        | 13 settembre 2007                        |
| 17 | Capitoli - 140. Bite at the Moon - 141. Kneel to The Baboon King - 142. Annuncio per chi afferra la luna (月を捉うものへ告ぐ?, Tsuki o toraumono e tsugu) - 143. Blazing Souls - 144. Rosa Rubicundior, Lilio Candidior - 145. Shaken - 146. Demon Loves the Dark - 147. Countdown to The End: 3 [Blind Light, Deaf Beat] - 148. Countdown to The End: 2 [Lady Lennon~Frankenstein] - 149. Countdown to The End: 1 [Only Mercifully] |                                         |                                          |
| 17 | Trama Renji tenta di liberare Rukia, ma viene fermato dal suo capitano, Byakuya; rilascia quindi il bankai, che trasforma la sua zanpakutō in un gigantesco serpente d'ossa. Il ragazzo sembra essere in vantaggio, finché anche Byakuya non decide di utilizzare a sua volta il bankai. Con esso, egli genera un corridoio di lame, che quasi uccidono Renji. Nonostante sia moribondo, quest'ultimo tenta di proseguire il combattimento, ma senza successo. Intanto, Kenpachi affronta Tōsen e Komamura, costringendo il primo ad utilizzare il suo bankai. Tōsen crea uno spazio nel quale i sensi del suo avversario, ad eccezione del tatto, non funzionano. Kenpachi, tuttavia, si lascia colpire in modo da capire la posizione del suo avversario, riuscendo a sconfiggerlo. |                                         |                                          |
| 18 | The Deathberry Returns 「THE DEATHBERRY RETURNS」 | 4 agosto 2005 ISBN 4-08-873841-1        | 11 ottobre 2007                          |
| 18 | Capitoli - 150. Countdown to The End: 0 - 151. Deathberry Returns - 152. The Speed Phantom - 153. Empty Dialogue - 154. The God of Flash - 155. Redoundable deeds/Redoubtable babies - 156. Welcome to Purgatory - 157. Cat And Hornet - 158. Sky Leopardess |                                         |                                          |
| 18 | Trama Tōsen viene salvato da Komamura, che inizia a battersi con Kenpachi. Intanto, l'esecuzione di Rukia ha inizio, tuttavia, Ichigo arriva sul posto per salvare la ragazza. I capitani Ukitake e Kyōraku distruggono la zanpakutō usata per le esecuzioni, Sōkyoku, ed Ichigo affida Rukia a Renji, in modo che quest'ultimo la porti via, mentre egli affronta Byakuya. Ukitake e Kyōraku sono costretti a scontrarsi col capitano comandante della Prima Brigata, Shigekuni Yamamoto-Genryūsai, che li accusa di tradimento. Il capitano della Seconda Brigata, Soifon, tenta di uccidere i traditori, ma viene fermata da Yoruichi, che è stata sua maestra. Furiosa per essere stata abbandonata dalla sua mentore, Soifon attacca Yoruichi, ma non riesce a sconfiggerla. |                                         |                                          |
| 19 | The Black Moon Rising 「THE BLACK MOON RISING」 | 4 ottobre 2005 ISBN 4-08-873862-4       | 15 novembre 2007                         |
| 19 | Capitoli - 159. Long Way to Say Goodbye (LONG WAY TO SAY GOODBYE?) - 160. Battle On The Guillotine Hill - 161. Scratch the Sky - 162. Black Moon Rising - 163. The Speed Phantom 2 [Denial by Pride, Contradiction by Power] (THE Speed Phantom2 [Denial by Pride, Contradiction by Power]?) - 164. That Who Change the World - 165. Dark Side of Universe 2 - 166. Black & White 2 - 167. The Burial Chamber - 168. Behind Me, Behind You |                                         |                                          |
| 19 | Trama Soifon domanda a Yoruichi per quale motivo non l'abbia portata con sé quando se n'è andata. Intanto, Ichigo e Byakuya si affrontano, utilizzando i rispettivi bankai. Proprio grazie al bankai, la velocità di Ichigo incrementa notevolmente e gli consente di sopraffare Byakuya. Ichigo non è tuttavia in grado di controllare completamente il suo potere e, quando sta per essere sconfitto, il suo Hollow interiore prende il controllo del suo corpo. Quando il ragazzo ritorna in sé, lui e Byakuya utilizzano i loro attacchi più potenti. Dallo scontro emerge vincitore Ichigo e Byakuya ammette che il motivo per cui ha concesso che Rukya fosse giustiziata era per il suo estremo rispetto verso le regole e verso la sua famiglia. Nel frattempo, Hitsugaya e Matsumoto scoprono che tutti i membri della commissione che ha deciso l'esecuzione di Rukia, la Camera dei 46, sono stati uccisi. |                                         |                                          |
| 20 | End of Hypnosis 「end of hypnosis」 | 2 dicembre 2005 ISBN 4-08-873883-7      | 13 dicembre 2007                         |
| 20 | Capitoli - -12.5. In fiore sotto la luna d'inverno (寒月に咲く?, Kangetsu ni saku) - 169. End of Hypnosis (end of hypnosis?) - 170. End of Hypnosis 2 [The Galvanizer] (end of hypnosis2 [the Galvanizer]?) - 171. End of Hypnosis 3 [The Blue Fog] (end of hypnosis3 [the Blue Fog]?) - 172. End of Hypnosis 4 [Prisoners in Paradise] (end of hypnosis4 [Prisoners in Paradise]?) - 173. End of Hypnosis 5 [Standing to Defend You] (end of hypnosis5 [Standing to Defend You]?) - 174. End of Hypnosis 6 [The United Front] (end of hypnosis6 [The United Front]?) - 175. End of Hypnosis 7 [Truth Under My Strings] (end of hypnosis7 [Truth Under My Strings]?) - 176. End of Hypnosis 8 [The Transfixion] (end of hypnosis8 [the Transfixion]?) - 177. End of Hypnosis 9 [Completely Encompass] (end of hypnosis9 [Completely Encompass]?) - 178. End of Hypnosis 10 [No One Stand on the Sky] (end of hypnosis10 [No One Stand On the Sky]?) |                                         |                                          |
| 20 | Trama Hinamori scopre che Aizen è ancora vivo, e quest'ultimo la ferisce gravemente con la sua zanpakutō. Aizen informa Hitsugaya, giunto sul posto, che Gin è stato d'accordo con lui fin dall'inizio. Dopo aver sconfitto Hitsugaya, Aizen si trova davanti il capitano della Quarta Brigata, Retsu Unohana, alla quale spiega che l'intera Soul Society è vittima dell'ipnosi da lui creata con la sua zanpakutō. Aizen fugge ed intercetta Rukia, affermando di voler estrarre dal suo corpo un potente oggetto magico chiamato Hōgyoku. Questo, creato da Urahara e nascosto all'interno di Rukia, consente al suo possessore di assumere una forma ibrida tra Shinigami ed Hollow. Ichigo, Renji e Komamura tentano di fermare Aizen, ma vengono facilmente sconfitti. Dopo che Aizen ha rimosso l'Hōgyoku, Gin tenta di uccidere Rukia, ma Byakuya lo ferma. Quando appaiono numerosi rinforzi della Soul Society, Aizen, Gin e Tōsen fuggono aiutati dagli Hollow. |                                         |                                          |
| 21 | Be My Family or Not 「BE MY FAMILY OR NOT」 | 3 marzo 2006 ISBN 4-08-874027-0         | 17 gennaio 2008                          |
| 21 | Capitoli - 179. Confession in the Twilight - 180. Something in The Aftermath - 181. And the Rain Left Off (AND THE RAIN LEFT OFF?) - 182. Get Back from the Storm [Trigger for a New Concerto] (GET BACK FROM THE STORM [TRIGGER FOR A NEW CONCERTO]?) - 183. Eyes of the Unknown (eyes of the unknown?) - 184. Hush (HUSH?) - 185. Be My Family or Not - 186. Tell Your Children The Truth - 187. The Cigar Blues Part Two (THE CIGAR BLUES PART TWO?) |                                         |                                          |
| 21 | Trama Mentre gli Shinigami vengono curati, Byakuya confessa a Rukia di averla presa come sorella adottiva per via della sua somiglianza con la moglie defunta, Hisana, sorella della ragazza. Rukia si reca dagli Shiba per chiedere perdono per la morte di Kaien. Ichigo, Orihime, Chad, Uryū e Yoruichi ritornano nel mondo dei vivi, mentre Rukia decide di rimanere nella Soul Society. A scuola, Ichigo fa la conoscenza di un nuovo studente, Shinji Hirako, che si rivela essere un Vizard, uno Shinigami con poteri da Hollow. Avendo perso le sue abilità, Uryū si trova indifeso quando viene attaccato da un Hollow, ma viene salvato dal padre, Ryūken Ishida, che decide di aiutarlo a recuperare i suoi poteri. Nel corpo di Ichigo, Kon viene attaccato da Grand Fisher, che è stato trasformato in Arrancar, guadagnando poteri da Shinigami. Il padre di Ichigo, Isshin Kurosaki, arriva in sua difesa rivelando di essere stato uno Shinigami. |                                         |                                          |
| 22 | Conquistadores 「コンキスタドーレス」 - CONQUISTADORES | 2 maggio 2006 ISBN 4-08-874049-1        | 14 febbraio 2008                         |
| 22 | Capitoli - 188. Crush the World Down (CRUSH THE WORLD DOWN?) - 189. Resolve (RESOLVE?) - 190. Conquistadores - 191. Conquistadores 2 [Screaming Symphony] - 192. Conquistadores 3 [Hounded Priestess] - 193. Conquistadores 4 [Ebony & Ivory] - 194. Conquistadores 5 [La Basura] - 195. Death & Strawberry [Reprise] - 196. Punch Down the Stone Circle (PUNCH DOWN THE STONE CIRCLE?) - 197. The Approaching Danger |                                         |                                          |
| 22 | Trama Shinji offre ad Ichigo di entrare a far parte dei Vizard, ma il ragazzo si rifiuta. Il giorno seguente, due Arrancar dall'aspetto umano, Yammy Rialgo ed Ulquiorra Schiffer, vengono mandati da Aizen a Karakura, dove iniziano ad uccidere tutti gli umani presenti. Chad ed Orihime tentano di fermarli senza successo ma, prima che vengano sconfitti definitivamente, Ichigo giunge in loro aiuto. Lo Shinigami riesce a ferire gravemente Yammy, ma, quando il suo Hollow interiore gli fa perdere il controllo, rischia di soccombere ai colpi del suo avversario. Urahara e Yoruichi arrivano in soccorso dei ragazzi e costringono gli Arrancar alla ritirata. Mentre il gruppo si riprende dalle ferite, dalla Soul Society arrivano Renji, Matsumoto, Hitsugaya, Ikkaku, Yumichika e Rukia, in qualità di rinforzi, in vista di un ulteriore attacco futuro. |                                         |                                          |
| 23 | Mala Suerte! 「MALA SUERTE!」 | 4 agosto 2006 ISBN 4-08-874140-4        | 13 marzo 2008                            |
| 23 | Capitoli - 198. The Icecold Discord - 199. Ugly - 200. Night of Sledgehammer - 201. Wind & Snowbound - 202. Mala Suerte! - 203. Mala Suerte! 2 [El Monstruo] - 204. Mala Suerte! 3 [Monstruo Sangrienta] - 205. Mala Suerte! 4 [Tempestad de la Lucha] - 0.side-A The Sand (the sand?) - 0.side-B The Rotator (the rotator?) |                                         |                                          |
| 23 | Trama Un gruppo di Arrancar invade la città di Karakura e gli Shinigami si mobilitano per fermarli. Chad viene attaccato dall'Arrancar n° 16 e viene salvato da Ichigo. Rukia, avendo finalmente recuperato i suoi poteri da Shinigami, riesce a sconfiggere un altro Arrancar. Il gruppo viene dunque attaccato dal sesto Espada Grimmjow Jeagerjaques, che sconfigge Rukia. Nel frattempo, uno dei compagni di classe di Ichigo viene assalito dall'Arrancar n° 13 ed in suo aiuto accorrono Yumichika ed Ikkaku. Quest'ultimo inizia a battersi con l'Arrancar che, utilizzando la sua resurrección, si trasforma e si potenzia. Grazie al suo bankai, tenuto nascosto fino a quel momento, Ikkaku riesce a sconfiggere il suo avversario. |                                         |                                          |
| 24 | Immanent God Blues 「IMMANENT GOD BLUES」 | 4 ottobre 2006 ISBN 4-08-874262-1       | 10 aprile 2008                           |
| 24 | Capitoli - 206. Mala Suerte! 5 [Lucky] (Mala Suerte! 5 [LUCKY]?) - 207. Mode: Genocide - 208. The Scissors - 209. Lift the Limit - 210. Turn the True Power On - 211. Stroke of Sanity - 212. You Don't Hear My Name Anymore - 213. Trifle (trifle?) - 214. Immanent God Blues |                                         |                                          |
| 24 | Trama Hitsugaya, Matsumoto e Renji si trovano in difficoltà nei rispettivi scontri. Una degli assistenti di Urahara, Ururu Tsumugiya, cerca di aiutare gli Shinigami, ma rimane ferita nel tentativo. Dalla Soul Society arriva il permesso di rimuovere la restrizione applicata ai poteri degli Shinigami, consentendogli di utilizzare a pieno le loro capacità e di sconfiggere i loro avversari. Intanto, Ichigo prosegue il duello con Grimmjow e, nonostante utilizzi il bankai, non riesce a resistere al nemico. Tōsen compare e richiama Grimmjow all'Hueco Mundo, dove Aizen gli revoca lo status di Espada, punendolo per essersi recato a Karakura senza il suo permesso. Scosso dal non essere stato in grado di proteggere i suoi compagni, Ichigo si reca dai Vizard. |                                         |                                          |
| 25 | No Shaking Throne 「NO SHAKING TRONE」 | 4 dicembre 2006 ISBN 4-08-874289-3      | 15 maggio 2008                           |
| 25 | Capitoli - 215. Tug Your God Out - 216. The Suppression of Darkness - 217. Hole In My Heart - 218. Dark Side of Universe 3 - 219. Black & White 3 - 220. King & His Horse - 221. Let Eat The World's End - 222. No Shaking Throne (NO SHAKING THRONE?) - 223. The Scarlet Creation |                                         |                                          |
| 25 | Trama Ichigo rivela a Shinji di essersi recato da lui per imparare a controllare i suoi poteri Hollow. Una Vizard, Hiyori Sarugaki, attacca lo Shinigami ma, prima che la ragazza lo sconfigga, il suo lato Hollow si manifesta e gli altri Vizard sono costretti ad intervenire, per evitare che egli uccida la loro compagna. Shinji decide allora di lasciare che Ichigo affronti il suo Hollow interiore e dà inizio al processo, durante il quale Ichigo inizia ad assumere le sembianze di un Hollow. Mentre i Vizard si battono con lui, all'interno della sua mente lo Shinigami riesce a sconfiggere il suo lato Hollow ed a ritornare normale. Intanto, Yamamoto contatta Hitsugaya e gli comunica i piani di Aizen, che ha intenzione di sacrificare gli abitanti di Karakura per creare una chiave, che gli permetterà di raggiungere il Re Spirito ed ucciderlo. |                                         |                                          |
| 26 | The Mascaron Drive 「THE MASCARON DRIVE」 - Za Masukaron Doraivu | 2 febbraio 2007 ISBN 978-4-08-874315-8  | 12 giugno 2008                           |
| 26 | Capitoli - 224. Imitated Gaiety - 225. Slip Into My Barrier - 226. Right of My Heart - 227. The Swordless Soldier - 228. Don't Look Back - 229. The Howling Tempest - 230. Dead White Invasion - 231. The Mascaron Drive - 232. The Mascaron Drive 2 - 233. El Violador |                                         |                                          |
| 26 | Trama Su richiesta di Urahara, Renji allena Chad così che sia in grado di affrontare gli Arrancar. Per via della natura difensiva dei suoi poteri, Urahara chiede ad Orihime di astenersi dal partecipare alle battaglia contro Aizen ed i suoi sottoposti. Rukia decide allora di allenare Orihime personalmente nella Soul Society. Gli Arrancar invadono nuovamente Karakura, ma questa volta il gruppo include diversi Espada, gli Arrancar di più alto livello. Ichigo si batte con Grimmjow e, utilizzando i suoi poteri da Hollow, lo ferisce gravemente. La sua abilità di usare la maschera, tuttavia, si limita a undici secondi e, appena questi si esauriscono, lo Shinigami si trova in difficoltà. Intanto, il nuovo sesto Espada, Luppi Antenor, sconfigge diversi Shinigami, prima di essere fermato da Urahara. Nel frattempo, mentre sta tornando nel mondo dei vivi, Orihime incontra Ulquiorra. |                                         |                                          |
| 27 | Goodbye, Halcyon Days 「goodbye, halcyion days.」 - Gubbai, Harushion Deizu | 4 aprile 2007 ISBN 978-4-08-874339-4    | 10 luglio 2008                           |
| 27 | Capitoli - 234. Not Negotiation - 235. The Frozen Clutch - 236. The Sun Already Gone Down - 237. Goodbye, Halcyon Days (goodbye, halcyon days.?) - 238. Eagle Without Wings - 239. Winged Eagles (WINGED EAGLES?) - 240. Regeneration. (regeneration.?) - 241. Silverflame. - 242. Two Men are Burning (TWO MEN ARE BURNING?) |                                         |                                          |
| 27 | Trama Su ordine di Aizen, Ulquiorra minaccia Orihime, dicendo che ucciderà i suoi amici se la ragazza non andrà con lui. Intanto, Hitsugaya sconfigge Luppi ed Ichigo prosegue il suo scontro con Grimmjow. Lo Shinigami viene quasi ucciso dall'ex Espada, ma intervengono nello scontro prima Rukia e poi Shinji, che sopraffà Grimmjow. Quando Ulquiorra giunge sul posto, riferendo che la missione è terminata, a tutti gli Arrancar viene ordinato di ritirarsi. Il giorno seguente, Ichigo ed i suoi amici scoprono che Orihime è sparita e, sebbene la Soul Society non abbia intenzione di aiutarli, decidono di recarsi nell'Hueco Mundo per salvarla. Con l'aiuto di Urahara, riescono a raggiungere il mondo degli Hollow, dove vengono subito attaccati da alcuni Arrancar. Nel frattempo, Orihime incontra Aizen e viene costretta a guarire Grimmjow, restituendogli il suo posto tra gli Espada. |                                         |                                          |
| 28 | Baron's Lecture Full-Course 「BARON'S LECTURE FULL-COURSE」 | 4 giugno 2007 ISBN 978-4-08-874365-3    | 7 agosto 2008                            |
| 28 | Capitoli - 243. The Knuckle & The Arrow - 244. Born From The Fear - 245. The Way Without Enemies (THE WAY WITHOUT ENEMIES?) - 246. The Great Desert Bros. - 247. United On The Desert - 248. Torneremo qui vivi (再び生きて この場所へ?, Futatabi ikine kono basho e) - 249. Back to the Innocence - 250. Five Ways To Three Figures - 251. Baron's Lecture 1st Period |                                         |                                          |
| 28 | Trama Mostrando i frutti del loro allenamento, Uryū e Chad sconfiggono facilmente gli Arrancar. I due, assieme ad Ichigo, iniziano ad attraversare il deserto che costituisce l'Hueco Mundo per raggiungere Las Noches, il palazzo di Aizen. Sulla strada, incontrano tre Hollow che inseguono una bambina ed intervengono in sua difesa. Il trio scopre che, in realtà, anche la bambina, di nome Nel, è una Hollow e che non era in pericolo. Prima di raggiungere Las Noches, al gruppo si uniscono Rukia e Renji, arrivati nell'Hueco Mundo per dare una mano. Raggiunto il palazzo, la squadra si divide per cercare Orihime. Ichigo, Uryū, e Chad incontrano tre Privaron Espada, Arrancar che erano precedentemente i componenti più forti dell'esercito di Aizen. |                                         |                                          |
| 29 | The Slashing Opera 「THE SLASHING OPERA」 | 3 agosto 2007 ISBN 978-4-08-874398-1    | 11 settembre 2008                        |
| 29 | Capitoli - 252. Rebut to the Baron's Lecture (REBUT TO THE BARON'S LECTURE?) - 253. Don't Call Me Niño - 254. Lascia qui la cioccolata, e vai (チョコラテは ここに置いて行け?, Chokorate wa kokoni oite ike) - 255. Don't Breathe in the Bush (DON'T BREATHE IN THE BUSH?) - 256. Infinite Slick - 257. The Slashing Opera - 258. Seeleschneider - 259. Flicker Flames - 260. Rightarm of The Giant 2 (RIGHTARM OF THE GIANT 2?) |                                         |                                          |
| 29 | Trama Ichigo inizia a battersi con Dordoni Alessandro Del Socaccio e, quando quest'ultimo ferisce Nel, lo Shinigami ricorre ad i suoi poteri da Hollow. Dordoni viene sconfitto e, grato ad Ichigo per aver usato tutte le sue forze nel loro scontro, si batte con le Exequias, un gruppo di Arrancar specializzati nell'eliminazione degli intrusi, consentendo al ragazzo di fuggire. Uryū e uno degli Arrancar amici di Nel, Pesche Guatiche, vengono attaccati dalla Privaron Espada Cirucci Sanderwicci, che ferma i loro attacchi con la sua zanpakutō. Uryū utilizza una potente lama energetica, denominata Seele Schneider, con la quale sconfigge la sua avversaria. Intanto, Chad affronta un altro Privaron Espada, Gantenbainne Mosqueda. Dopo aver subito alcuni colpi, Chad riesce ad accedere alla sua piena potenza e trasforma entrambe le sue braccia in armi. |                                         |                                          |
| 30 | There Is No Heart Without You 「THERE IS NO HEART WITHOUT YOU」 | 4 ottobre 2007 ISBN 978-4-08-874423-0   | 9 ottobre 2008                           |
| 30 | Capitoli - 261. Leftarm of The Devil (LEFTARM OF THE DEVIL?) - 262. Unblendable - 263. Unexpected - 264. Don't Say That Name Again - 265. Bang The Bore - 266. Hide Away From The Sun - 267. Legions of the Regrets (Legions of the Reglets?) - 268. Non morire (君 死にたもうこと勿れ?, Kimi shi ni tamō koto nakane) - 269. The End is Near |                                         |                                          |
| 30 | Trama Con i suoi nuovi poteri, Chad riesce a sconfiggere Gantenbainne. Egli, tuttavia, viene immediatamente attaccato dal quinto Espada, Nnoitra Gilga, che lo sconfigge facilmente. Altrove, Rukia incontra il nono Espada, Aaroniero Arruruerie, che le rivela di essere in possesso dell'anima di Kaien Shiba. Intanto, Renji ed il compagno di Nel, Dondochakka Bilstin, si imbattono nell'ottavo Espada, Szayel Aporro Grantz. Rukia affronta Aaroniero, che utilizza le abilità e l'aspetto di Kaien per confonderla. La Shinigami riesce a sconfiggere il suo avversario, liberando l'anima del suo compagno, ma viene gravemente ferita. Avvertito l'affievolimento della forza spirituale di Rukia, Ichigo tenta di raggiungerla, ma Ulquiorra gli sbarra la strada. |                                         |                                          |
| 31 | Don't Kill My Volupture 「DON'T KILL MY VOLUPTURE」 | 4 dicembre 2007 ISBN 978-4-08-874444-5  | 13 novembre 2008                         |
| 31 | Capitoli - 270. Warning (WARning?) - 271. If You Rise From The Ashes - 272. Don't Kill My Volupture - 273. Dog Eat Dog (DOG eat DOG?) - 274. The Monster - 275. The United Front 2 [Red & White] - 276. Blockin' Beast - 277. Corrosion of Conformity - 278. Heal for The Crash |                                         |                                          |
| 31 | Trama Ichigo utilizza sia il bankai che i suoi poteri da Hollow, ma non riesce a sconfiggere Ulquiorra. Essendo convinto che quest'ultimo sia l'Espada più potente, lo Shinigami si rifiuta di arrendersi, tuttavia il numero quattro tatuato sul corpo dell'Arrancar, rivela la sua posizione come quarto Espada. Ulquiorra trafigge dunque Ichigo, intimandogli di lasciare l'Hueco Mundo o morire. Intanto, Orihime viene attaccata da due Arrancar, Loly e Menoly, gelose delle attenzioni di Aizen nei suoi confronti, ma viene salvata da Grimmjow, che la porta via con sé. Uryū interviene in aiuto di Renji nel suo scontro con Szayel Aporro, consentendo ai due, assieme a Dondochakka e Pesche, di fuggire. Grimmjow porta Orihime da Ichigo cosicché lo curi ed i due possano proseguire il loro duello. Ulquiorra prova a fermarlo, ma Grimmjow lo spedisce in un'altra dimensione. |                                         |                                          |
| 32 | Howling 「HOWLING」 | 4 febbraio 2008 ISBN 978-4-08-874473-5  | 18 gennaio 2009                          |
| 32 | Capitoli - 279. Jugulators - 280. Jugulators 2 - 281. The Vulgarian Noise (THE VULGARIAN NOISE?) - 282. The Primal Fear (THE PRIMAL FEAR?) - 283. You don't hurt anymore - 284. Historia de Pantera y su Sombras - 285. Il divoratore solitario (肉喰みて、ひとり?, Shishihamite, hitori) - 286. Guillotine You Standing - -16. Perire in una distesa di ghiaccio (氷原に死す?, Hyōban'ni shisu) |                                         |                                          |
| 32 | Trama Orihime cura Ichigo, che inizia a battersi con Grimmjow. Lo Shinigami ricorre all'uso della maschera da Hollow, rendendosi conto di poterla far durare più a lungo. Grimmjow attiva la sua resurrección e prende progressivamente il vantaggio nello scontro, ma Ichigo, incoraggiato da Orihime, ritrova le forze. Dopo aver ricordato il suo passato, Grimmjow lancia verso il suo avversario il suo attacco più potente, che però viene respinto. Sconfitto l'Espada, Ichigo si prepara a lasciare l'Hueco Mundo assieme ad Orihime. Grimmjow si rialza con l'intenzione di proseguire il duello, ma viene abbattuto da Nnoitra, che si appresta a finire Ichigo. |                                         |                                          |
| 33 | The Bad Joke 「THE BAD JOKE」 | 4 aprile 2008 ISBN 978-4-08-874494-0    | 15 marzo 2009                            |
| 33 | Capitoli - 287. Don't Forget Till You Die - 288. The Bad Joke (THE BAD JOKE?) - 289. The Scarmask - 290. Unleash The Beast - 291. Thank You For Defending Me (Thank You For Defend Me?) - 292. Rupture My Replica - 293. Urge for Unite (urge for unite?) - 294. If You Call Me Beast, I Kill You Like Tempest (IF YOU CALL ME BEAST, KILL YOU LIKE TEMPEST?) - 295. The Last Mission |                                         |                                          |
| 33 | Trama Il combattimento tra Nnoitra e l'esausto Ichigo ha inizio. Renji, Uryū, Dondochakka e Pesche si imbattono nuovamente in Szayel Aporro, il quale, attivata la sua resurrección, crea delle loro copie. Nnoitra riconosce Nel, rivelando il suo nome completo Neliel Tu Oderschvank e il suo passato da terza Espada. Quando Ichigo, nel tentativo di proteggerla, rischia di essere sconfitto da Nnoitra, Nel riprende l'aspetto di una donna adulta ed inizia a battersi con l'Espada. Intanto, Uryū e Renji riescono a distruggere i cloni, ma Szayel crea delle bambole voodoo, che usa per ferire i due. Dopo aver ricordato che Nnoitra è il responsabile della sua trasformazione in bambina e della sua perdita di memoria, Nel attiva la sua resurrección. |                                         |                                          |
| 34 | King of The Kill 「KING OF THE KILL」 | 4 luglio 2008 ISBN 978-4-08-874541-1    | 17 maggio 2009                           |
| 34 | Capitoli - 296. Changed Again And Again - 297. King of the Kill - 298. Intruderz 3 (INTRUDERZ 3?) - 299. The Verbal Warfare - 300. Curse Named Love - 301. Nothing Like Equal - 302. Pride on the Blade - 303. Dumdum-Dummy-Dumbstruck - 304. Battle of Barbarians - 305. The Rising Phoenix |                                         |                                          |
| 34 | Trama Nel sta per sconfiggere Nnoitra ma regredisce di nuovo nella sua forma di bambina e viene colpita da Nnoitra. La Fracciòn di Nnoitra, Tesla, cerca di uccidere Ichigo ma viene fermato e ucciso da Kenpachi Zaraki. Egli informa il ragazzo che Urahara ha creato dei Garganta per permettere ad alcuni Shinigami di entrare nell'Hueco Mundo, tra cui i tre capitani Byakuya Kuchiki, Mayuri Kurotsuchi e Retsu Unohana. Unohana salva Chad dalle Exequias e Byakuya salva Rukia dal settimo Espada, Zommari Leroux. Zommari con il suo potere prende il controllo del corpo privo di sensi di Rukia, ma Byakuya la salva uccidendo l'avversario con il suo bankai. Renji, Uryū e le Fracciòn di Nel sono invece salvati da Mayuri, che riesce a bloccare le tecniche di Szayel. Dopo che Mayuri l'ha ucciso, Szayel si rigenera all'interno del corpo di Nemu Kurotsuchi, ingerendo però nel processo una certa dose di veleno che si trovava all'interno del corpo della luogotenente. |                                         |                                          |
| 35 | Higher Than The Moon 「HIGHER THAN THE MOON」 | 8 ottobre 2008 ISBN 978-4-08-874575-6   | 12 luglio 2009                           |
| 35 | Capitoli - 306. Not Perfect Is Good (Not Perfect is GOoD?) - 307. Bite it, Slash it - 308. Satan from Orbit (SATAN FROM ORBIT?) - 309. Pray for the Mantis - 310. Four Arms to Killing You (FOUR ARMS TO KILLING YOU?) - 311. The Undead 4 - 312. Higher Than The Moon - 313. To Close Your World (TO CLOSE YOUR WORLD?) - 314. Night Side of Abduction - 315. March of the Death (MARCH OF THE DEATH?) |                                         |                                          |
| 35 | Trama A causa del veleno, i riflessi di Szayel risultano rallentati e Mayuri trapassa la mano e il cuore dell'Espada con la sua spada che poi spezza. Szayel viene così sconfitto. Kenpachi e Nnoitra si combattono in un crescendo colpi sempre più devastanti. Quando però Kenpachi capisce che rischia di morire, afferra la sua spada con entrambe le mani per scagliare contro Nnoitra un fendente fatale. Orihime viene nuovamente rapita dall'Espada Coyote Stark e portata da Aizen. Aizen spiega che il rapimento della ragazza è servito solo per ridurre il numero dei capitani del Gotei 13. Così l'ex-capitano si prepara ad invadere e distruggere la città di Karakura per creare l'oken. Tuttavia Urahara ha creato un duplicato di Karakura, facendo in modo che l'originale venga trasportata in un angolo remoto della Soul Society. A questo punto i capitani rimasti si schierano a difesa della falsa Karakura. Ichigo intanto si dirige a Las Noches per salvare Orihime che nel frattempo è rimasta sola con Ulquiorra. |                                         |                                          |
| 36 | Turn Back The Pendulum 「TURN BACK THE PENDULUM」 | 4 dicembre 2008 ISBN 978-4-08-874603-6  | 20 settembre 2009                        |
| 36 | Capitoli - -108. Turn Back the Pendulum - -107. Turn Back The Pendulum 2 - -106. Turn Back The Pendulum 3 - -105. Turn Back The Pendulum 4 - -104. Turn Back The Pendulum 5 - -103. Turn Back The Pendulum 6 - -102. Turn Back The Pendulum 7 - -101. Turn Back The Pendulum 8 - -100. Turn Back The Pendulum 9 |                                         |                                          |
| 36 | Trama Centootto anni prima dell'inizio della storia, i Vizard ricoprono alti ranghi all'interno del Gotei 13 e Urahara viene nominato capitano della Dodicesima Divisione. Durante questo periodo molti Shinigami iniziano misteriosamente a sparire e la Nona Divisione è inviata ad investigare. Alla fine il capitano Kensei Muguruma e il suo luogotenente Mashiro Kuna vengono trasformati in Hollow. Alcuni Shinigami, tra cui Hachigen Ushōda, luogotenente del Corpo del kidō, e Shinji Hirako, capitano della Quinta Divisione, vengono mandati sul posto delle sparizioni. Riescono a fermare Muguruma e Mashiro, ma a loro volta vengono attaccati dal luogotenente di Shinji, Sōsuke Aizen. |                                         |                                          |
| 37 | Beauty Is So Solitary 「BEAUTY IS SO SOLITARY」 | 4 febbraio 2009 ISBN 978-4-08-874628-9  | 15 novembre 2009                         |
| 37 | Capitoli - -99. Turn Back The Pendulum 10 - -98. Turn Back The Pendulum 11 - -97. Let Stop The Pendulum - 316. Swang the Edge Down - 317. Six Hearts Will Beat As One - 318. Five Towers/Four Pillars - 319. Ants And Dragons - 320. Beauty is So Solitary - 321. Black Briers and Brambles - 322. Oath Under The Rose |                                         |                                          |
| 37 | Trama Aizen rivela che le recenti sparizioni sono dovute ai risultati delle trasformazione degli Shinigami in Hollow. Quando Shinji e i suoi compagni iniziano a trasformarsi in Hollow, Urahara e il capitano del Corpo del kidō, Tessai Tsukabishi, cercano di fermare Aizen. Tuttavia il luogotenente fugge e Urahara tenta di aiutare Shinji e gli altri utilizzando l'Hōgyoku. Tuttavia Urahara viene arrestato e la Camera dei 46 incolpa lui e Tessai delle varie sparizioni, ma Yoruichi li aiuta a scappare nel mondo terreno assieme ai futuri Vizard. Nel presente, a Las Noches, Ichigo raggiunge Orihime con l'aiuto dei suoi amici ed inizia lo scontro con Ulquiorra. Intanto alla falsa Karakura, l'Espada Baraggan Luisenbarn invia quattro delle sue Fracciòn a distruggere i pilastri che proteggono la città. Le quattro Fracciòn vengono però intercettate dagli Shinigami Izuru Kira, Shūhei Hisagi, Ikkaku Madarame e Yumichika Ayasegawa. Yumichika mostra la vera forma della sua zanpakutō e usa la sua abilità per assorbire l'energia spirituale del suo avversario. |                                         |                                          |
| 38 | Fear for Fight 「FEAR FOR FIGHT」 | 3 aprile 2009 ISBN 978-4-08-874649-4    | 17 gennaio 2010                          |
| 38 | Capitoli - 323. Gloomy, Ghastly and Full of Despair - 324. The Reaper - 325. Fear For Fight - 326. Knockdown Monster - 327. Knockdown Monsters - 328. The Knuckle Debate - 329. Raging Rampage (RAGING RAMPAGE?) - 330. Crossing Swords (CROSSING SWORDS?) - 331. Don't Believe the Hide |                                         |                                          |
| 38 | Trama Kira e Hisagi usano con successo le loro zanpakutō per sconfiggere i rispettivi avversari. Tuttavia Ikkaku viene sconfitto poiché si rifiuta di ricorrere al bankai di fronte a tutti gli altri shinigami e per questo suo egoismo uno dei quattro pilastri posti a protezione di Karakura viene distrutto. Sconfitto Ikkaku, contro il suo avversario interviene il capitano Komamura che lo sconfigge facilmente utilizzando il suo bankai. A questo punto i primi tre Espada e le loro Fracciòn si scontrano con i capitani e i loro luogotenenti. Mentre Matsumoto fronteggia le Tres Bestias, le Fracciòn di Tia Harribel, Soifon e il suo luogotenente, Marechiyo Ōmaeda, affrontano le ultime due Fracciòn di Baraggan Luisenbarn. |                                         |                                          |
| 39 | El Verdugo 「EL VERDUGO」 | 4 giugno 2009 ISBN 978-4-08-874674-6    | 21 marzo 2010                            |
| 39 | Capitoli - 332. Stingy Stinger - 333. Ash & Salamander - 334. Dregs of Hyponsis - 335. Chimaera Chord (chimaera chord?) - 336. El Verdugo - 337. Hall In Your Inferno - 338. Fall Into My Inferno - 339. The Deathbringer Numbers - 340. The Antagonizer |                                         |                                          |
| 39 | Trama Dopo aver ricevuto un aiuto da Ōmaeda, Soifon sconfigge l'ultima Fracciòn di Baraggan e si prepara a combattere l'Espada. Matsumoto continua a combattere contro le Tres Bestias e al limite delle forze viene aiutata da Hinamori, che ha deciso di combattere Aizen nonostante provi ancora per lui una grande ammirazione. Shunsui Kyōraku, intanto, si confronta con l'Espada Coyote Stark, lasciando la Fracciòn di questo a Jūshirō Ukitake, che tuttavia nsi rifiuta di attaccarla dal momento che gli ricorda una bambina. Nel frattempo le Fracciòn di Harribel evocano la creatura Allon, che ferisce gravemente Matsumoto e Hinamori. Kira, Hisagi e il luogotenente della Settima Divisione, Tetsuzaemon Iba, cercano di fermare la bestia ma vengono sconfitti. Yamamoto interviene quindi personalmente, uccidendo Allon, e in un attimo annienta le Fracciòn di Harribel, la quale rivela di essere il terzo Espada e Stark riferisce di essere il primo, mentre Baraggan il secondo. A Las Noches, prosegue intanto lo scontro tra Ichigo e Ulquiorra. |                                         |                                          |
| 40 | The Lust 「THE LUST」 | 4 agosto 2009 ISBN 978-4-08-874712-5    | 23 maggio 2010                           |
| 40 | Capitoli - 341. The Envy - 342. The Gluttony - 343. The Greed - 344. The Pride - 345. The Sloth - 346. The Wrath - 347. The Lust - 348. The Lust 2 - 349. The Lust 3 |                                         |                                          |
| 40 | Trama Orihime crea uno scudo per proteggere Ichigo da uno degli attacchi di Ulquiorra, ma il ragazzo chiede alla ragazza di lasciarlo combattere da solo. Mentre lo scontro continua, le Arrancar Loly e Menoly catturano Inoue e cercano di ucciderla ancora una volta. Ma le due vengono interrotte e ferite dall'Espada Yammy Rialgo. Quest'ultimo mentre sta per attaccare Orihime viene fermato da Uryū e scagliato fuori dalla quinta torre di Las Noches dal giovane Quincy. Ichigo evoca la sua maschera di Hollow per combattere Ulquiorra, tuttavia l'Espada rilascia la sua zampakuto e aumenta i suoi poteri al punto che Ichigo è incapace di ferirlo. Ma quando il ragazzo si rifiuta di desistere, Ulquiorra esegue un secondo rilascio e spara un cero nel petto del Sostituto Shinigami, uccidendolo. Uryū cerca di resistere ad Ulquiorra permettendo a Orihime di curare la ferita di Ichigo, ma quando la ragazza si accorge che il ragazzo è morto si dispera chiedendo aiuto allo stesso Ichigo e causando così una trasformazione nel corpo del ragazzo. |                                         |                                          |
| 41 | Heart 「HEART」 | 2 ottobre 2009 ISBN 978-4-08-874734-7   | 18 luglio 2010                           |
| 41 | Capitoli - 350. The Lust 4 - 351. The Lust 5 - 352. The Lust 6 - 353. The Ash - 354. Heart (heart?) - 355. Azul-Blood Splash - 356. Tyrant of Skulls - 357. The Colossus of Fear - 358. King of the Clouds |                                         |                                          |
| 41 | Trama Completamente trasformato in Hollow, Ichigo attacca Ulquiorra che viene sopraffatto dalla potenza dell'avversario, ma prima di sferrare il colpo finale Ichigo viene fermato da Uryū. Tuttavia in questa forma lo Shinigami non riesce a distinguere gli amici dai nemici cosicché finisce col colpire il Quincy. A questo punto Ulquiorra, in parte rigeneratosi, riesce a rompere la maschera di Ichigo che torna normale. Ormai però il corpo di Ulquiorra inizia a polverizzarsi come conseguenza del precedente scontro. Con la morte di Ulquiorra, Yammy Rialgo ingaggia battaglia contro Rukia, Chad e Renji. Nel frattempo nella falsa città di Karakura, Soifon e Ōmaeda sono sopraffatti da Baraggan in rilascio. Anche Harribel, dopo aver rilasciato la sua zanpakutō, riesce a mettere in difficoltà Hitsugaya che decide di utilizzare tutta la potenza del suo bankai per contrattaccare. |                                         |                                          |
| 42 | Shock of the Queen 「SHOCK OF THE QUEEN」 | 4 dicembre 2009 ISBN 978-4-08-874762-0  | 26 settembre 2010                        |
| 42 | Capitoli - 359. The Frozen Obelisk - 360. Shock of the Queen - 361. I Hate Loneliness, But It Loves Me - 362. Howling Wolves - 363. Superchunky from Hell - 364. Grinning Revengers - 365. Whose Side Are We On - 366. The Revenger's High - 367. Your Enemy Is My Enemy (YOUR ENEMY IS MY ENEMY?) |                                         |                                          |
| 42 | Trama Con i rispettivi bankai, Hitsugaya e Soifon riescono temporaneamente a soverchiare i loro avversari. Stark rilascia la sua zanpakutō fondendosi con Lilynette Gingerback e affronta Ukitake e Kyōraku. A questo punto l'Arrancar Wonderweiss Margela giunge in aiuto agli Espada e ferisce gravemente Ukitake. L'Hollow Fura, giunto con Wonderweiss, libera Aizen, Gin e Tōsen dalla prigione di fuoco di Yamamoto. Prima però che i capitani vengano del tutto sconfitti, i Vizard arrivano in loro aiuto. Sconfiggono velocemente Fura e procedono ad assistere i vari capitani: Lisa Yadōmaru e Hiyori aiutano Hitsugaya contro Harribel, Hacchi si unisce a Soifon e Ōmaeda contro Baraggan e Love Aikawa e Rōjūrō Ōtoribashi prendono il posto di Kyōraku e Ukitake contro Stark. Komamura e un esausto Hisagi si preparano ad affrontare Tōsen. |                                         |                                          |
| 43 | Kingdom of Hollows 「KINGDOM OF HOLLOWS」 | 4 febbraio 2010 ISBN 978-4-08-874794-1  | 14 novembre 2010                         |
| 43 | Capitoli - 368. The Fearless Child - 369. Spit On Your Own God - 370. Dissertare sulla vita dal punto di vista divino (神の視座にて 命を論ず?, Kami no shiza nite inochi o ronzu) - 371. Kingdom of Hollows - 372. The Metal Cudgel Flinger - 373. Wolves Ain't Howl Alone - 374. Lupi grigi, sangue rosso, vesti nere, ossa bianche (灰狼・赤血・黒衣・白骨?, Kairō, sekketsu, kokui, hakkotsu) - 375. Execution, Extinction (EXecution, EXtinction?) - 376. Execution, Extinction 2 (EXecution, EXtinction2?) - 377. Shout at the Dark |                                         |                                          |
| 43 | Trama Soifon e Hacchi uniscono le loro forze e sconfiggono Baraggan, ma Love e Rose vengono soggiogati dalle abilità di Stark. Tuttavia, Kyōraku ritorna in campo e sconfigge l'avversario grazie alle abilitià del suo shikai. Dopo aver assistito alla morte di Stark e Baraggan, Aizen si piazza davanti a Harribel e la uccide affermando che lei e gli altri Espada erano troppo deboli per servirlo. Lui e Gin a questo punto si preparano a combattere tutti gli avversari rimasti. Nel frattempo Mashiro viene sconfitta da Wonderweiss e Kensei prende il suo posto sfoderando il proprio bankai. Aizen frattanto provoca i suoi nemici, e Hiyori cercando di colpirlo viene seriamente ferita da Gin. |                                         |                                          |
| 44 | Vice It 「VICE IT」 | 4 aprile 2010 ISBN 978-4-08-870020-5    | 16 gennaio 2011                          |
| 44 | Capitoli - 378. Eyes of the Victor - 379. Falta de Armonia - 380. Devil, Devil, Devil, Devil - 381. Words Just Don't Like You - 382. The United Front 2 [Discordeque Mix] - 383. Too Early to Trust (TOO EARLY TO TRUST?) - 384. Can't Fear Your Own Sword - 385. Vice It - 386. Bells Are Blue |                                         |                                          |
| 44 | Trama A Las Noches, Ichigo rientra all'interno del palazzo per affrontare Yammy, rivelatosi il più forte degli Espada, che ha sconfitto tutti i suoi amici. Lo scontro viene però interrotto da Kenpachi e Byakuya, che prendono il posto di Ichigo nello scontro e convincono il ragazzo a tornare a Karakura, accompagnato da Unohana, per proteggere la città da Aizen in quanto l'unico a non essere sotto l'effetto dell'ipnosi della zanpakutō del capitano traditore. Nel frattempo Shinji affronta Aizen, mentre Tōsen attacca i suoi vecchi compagni, Komamura e Hisagi, con i suoi nuovi poteri Hollow. Attivando la sua resurrección, Tōsen sconfigge Komamura ma, prima di finirlo, Hisagi colpisce alla gola il suo ex-capitano che cade sconfitto. |                                         |                                          |
| 45 | The Burnout Inferno 「THE BURNOUT INFERNO」 | 4 giugno 2010 ISBN 978-4-08-870046-5    | 13 marzo 2011                            |
| 45 | Capitoli - 387. Ignited - 388. Eagle Without Wings 2 [Extreme Battlemasters Mix] (Eagle Without Wings 2 [EXTREME BATTLEMASTERS MIX]?) - 389. Winged Eagles 2 (WINGED EAGLES 2?) - 390. Beyond the Death Understanding (BEYOND THE DEATH UNDERSTANDING?) - 391. The Blazing Glaciers - 392. The Breaking Glaciers - 393. The Burnout Inferno - 394. The Burnout Inferno 2 - 395. The Burnout Inferno 3 |                                         |                                          |
| 45 | Trama Alla morte di Tōsen, Ichigo e Unohana arrivano nella falsa Karakura. All'inizio Ichigo cerca di uccidere Aizen con un colpo solo fallendo però miseramente. Così i rimanenti capitani e Vizard corrono in difesa del ragazzo tentando di creare un'apertura nella difesa di Aizen. Nonostante le loro forze combinate, vengono tutti sconfitti da Aizen, che costringe Yamamoto a scendere in campo. Il comandante generale si prepara ad eseguire un attacco che avrebbe incenerito sia lui che Aizen, ma Wonderweiss, in rilascio, assorbe le fiamme della zanpakutō dei Yamamoto, che risulta così inutilizzabile. Infine Yamamoto cerca di sconfiggere Aizen con l'ultimo residuo di forza che gli rimane. Vedendo un'opportunità, Ichigo sferra un fendente contro Aizen. |                                         |                                          |
| 46 | Back from Blind 「BACK FROM BLIND」 | 8 agosto 2010 ISBN 978-4-08-870085-4    | 14 maggio 2011                           |
| 46 | Capitoli - 396. The Bite (THE BITE?) - 397. Edge of the Silence - 398. Back from Blind (BACK FROM BLIND?) - 399. Deicide (DEICIDE?) - 400. Deicide 2 (DEICIDE2?) - 401. Deicide 3 (DEICIDE3?) - 402. Deicide 4 (DEICIDE4?) - 403. Deicide 5 (DEICIDE5?) - 404. Deicide 6 (DEICIDE6?) |                                         |                                          |
| 46 | Trama Nonostante l'attacco di Ichigo ferisca Aizen, questi riesce a rigenerarsi grazie all'Hōgyoku che ha fuso con sé stesso. A questo punto Aizen rivela quale sia il vero potere della gemma: esaudire i desideri più profondi delle persone con cui viene a contatto. Inoltre Aizen spiega a Ichigo che l'evoluzione dei poteri del ragazzo, dal suo incontro con Rukia, facevano parte dei suoi piani. A questo punto nello scontro interviene Isshin Kurosaki. Egli fa tornare in sé Ichigo, che andrà a scontrarsi con Gin, mentre lo stesso Isshin affronta Aizen. Nel momento in cui Aizen inizia a trovarsi in difficoltà nello scontro, l'Hōgyoku prende a trasformare il suo corpo in una "crisalide". Urahara e Yoruichi arrivano in aiuto di Isshin, ma tutte le loro mosse risultano inefficaci. Nel frattempo Matsumoto, ferita, cerca di raggiungere Gin. |                                         |                                          |
| 47 | End of the Chrysalis Age 「END OF THE CHRYSALIS AGE」 | 4 ottobre 2010 ISBN 978-4-08-870110-3   | 16 luglio 2011                           |
| 47 | Capitoli - 405. Deicide 7 (DEICIDE7?) - 406. Deicide 8 End of the Chrysalis Age (DEICIDE8 end of the Chrysalis Age?) - 407. Deicide 9 (DEICIDE9?) - 408. Deicide 10 (DEICIDE10?) - 409. Deicide 11 (DEICIDE11?) - 410. Deicide 12 (DEICIDE12?) - 411. Deicide 13 (DEICIDE13?) - 412. Deicide 14 (DEICIDE14?) - 413. Deicide 15 (DEICIDE15?) |                                         |                                          |
| 47 | Trama Grazie alla trasformazione dovuta all'Hōgyoku, Aizen riesce a sconfiggere Yoruichi, Urahara e Isshin e si dirige, assieme a Gin, verso la vera Karakura. Isshin porta Ichigo nella dimensione che collega i due mondi, dove il tempo scorre molto più lentamente, per dargli il tempo di potenziarsi. Ichigo, all'interno della sua coscienza, chiede a Zangetsu di insegnargli la sua tecnica definitiva allo scopo di sconfiggere Aizen, ma egli si rifiuta e lo attacca assieme al suo lato Hollow. Nel frattempo, a Karakura, Aizen decide di uccidere gli amici di Ichigo, essendo al corrente del suo attuale addestramento e volendo provocare la rabbia del ragazzo. Anche Matsumoto arriva a Karakura per fermare Aizen, ma viene intercettata da Gin. La Shinigami chiede a quest'ultimo il motivo del suo tradimento, ma Gin la pugnala e ritorna dal suo leader. |                                         |                                          |
| 48 | God Is Dead 「GOD IS DEAD」 | 3 dicembre 2010 ISBN 978-4-08-870144-8  | 17 settembre 2011                        |
| 48 | Capitoli - 414. Deicide 16 (DEICIDE16?) - 415. Deicide 17 (DEICIDE17?) - 416. Deicide 18 [The End] (DEICIDE18 [THE END]?) - 417. Deicide 19 (DEICIDE19?) - 418. Deicide 20 (DEICIDE20?) - 419. Deicide 21 [Transcendent God Rock] (DEICIDE21 [Transcendent God Rock]?) - 420. Deicide 22 (DEICIDE22?) - 421. Deicide 23 (DEICIDE23?) - 422. The Silent Victory (the silent victory?) - 423. Bleach My Soul |                                         |                                          |
| 48 | Trama Gin tradisce Aizen, come aveva pianificato di fare fin dall'inizio, e lo trafigge con la sua zanpakutō. L'arma contiene un veleno che dissolve il corpo di Aizen, consentendo a Gin di rubare l'Hōgyoku. Tuttavia, Aizen si trasforma nuovamente, rivelando di essere sempre stato al corrente del tradimento di Gin e che la sua morte per mano di quest'ultimo era un passo necessario nella sua evoluzione. Dopo che Gin è stato abbattuto, Ichigo raggiunge Karakura e trascina via Aizen con la forza. Per distruggere definitivamente il suo avversario, Ichigo è costretto ad utilizzare il Getsuga Tenshō Finale, che gli causa la perdita dei suoi poteri di Shinigami. Aizen sopravvive al colpo, ma un incantesimo di kidō precedentemente lanciato su di lui da Urahara, si attiva e lo sigilla definitivamente. Mentre la Soul Society si riprende ed Aizen viene imprigionato nell'ultimo livello del carcere sotterraneo, Ichigo perde i suoi poteri e dice addio a Rukia. |                                         |                                          |
| 49 | The Lost Agent | 21 aprile 2011 ISBN 978-4-08-870186-8   | 12 novembre 2011                         |
| 49 | Capitoli - 424. The Lost Agent - 425. A Day Without Melodies - 426. The Starter 2 - 427. A Delicious Dissonance - 428. The Known - 429. Welcome to Our Execution (Welcome to our EXECUTION?) - 430. Welcome to Our Execution 2 (Welcome to our EXECUTION2?) - 431. Welcome to Our Execution 3 (Welcome to our EXECUTION3?) - 432. The Soul Pantheism |                                         |                                          |
| 49 | Trama Diciassette mesi dopo aver perso i suoi poteri di Shinigami, Ichigo incontra Kūgo Ginjō, un uomo che gli chiede informazioni su suo padre Isshin. Nonostante Ichigo inizialmente lo ignori, venuto a conoscenza del fatto che egli è al corrente del mondo degli spiriti, decide di incontrarlo. Intanto, Uryū viene gravemente ferito da un misterioso assalitore, portando Ryūken a credere che il colpevole stia prendendo di mira i possessori di poteri spirituali. Kūgo presenta ad Ichigo i membri del suo gruppo, denominato Xcution, e spiega che essi sono Fullbringer, cioè persone che posseggono poteri spirituali, e che hanno intenzione di aiutare l'ex-Shinigami a riappropriarsi dei suoi poteri. Fra loro vi è anche Chad. |                                         |                                          |
| 50 | The Six Fullbringers | 3 giugno 2011 ISBN 978-4-08-870219-3    | 14 gennaio 2012                          |
| 50 | Capitoli - 433. The Six Fullbringers - 434. Berry in the Box (BERRY IN THE BOX?) - 435. Panic at the Dollhouse - 436. The Time Discipline - 437. Swastika Break - 438. Knuckle Down - 439. Keen Marker (KEEN MARKER?) - 440. Mute Friendship - 441. Spotlight Broken (Spotlight Brocken?) |                                         |                                          |
| 50 | Trama Dopo aver appreso da Chad che i Fullbringer hanno ottenuto i loro poteri da incontri con degli Hollow, Ichigo decide di riottenere i poteri da Shinigami e liberarli dalla loro connessione con gli Hollow. La componente di Xcution Riruka Dokugamine utilizza il suo Fullbring per far entrare Ichigo in una scatola e fargli affrontare una bambola in combattimento. L'ex-Shinigami riesce ad utilizzare il suo Fullbring attraverso il distintivo di Sostituto Shinigami ed acquista un'abilità che ricorda i suoi poteri originali. Intanto, Orihime viene attaccata dall'uomo che ha ferito Uryū, Shūkurō Tsukishima, che finge di colpirla. Determinato a riprendere i suoi poteri, Ichigo prosegue il suo allenamento con un altro membro di Xcution, Jackie Tristan. |                                         |                                          |
| 51 | Love Me Bitterly Loth Me Sweetly 「Love me Bitterly Loth me Sweetly」 | 4 agosto 2011 ISBN 978-4-08-870272-8    | 3 marzo 2012                             |
| 51 | Capitoli - 442. Battlefield Shallows, Otherfield Abyss - 443. Dirty Boots Dangers - 444. The Rising (THE RISING?) - 445. The Dark Beat (THE DARK BEAT?) - 446. The Dark Beat 2 (THE DARK BEAT 2?) - 447. Load - 448. Loading To Lie (LOADING TO LIE?) - 449. Not be a Drug - 450. Blind Solitude |                                         |                                          |
| 51 | Trama Rivelando di essere un ex-membro di Xcution, Tsukishima attacca la loro base. Tuttavia, dopo essersi scontrato coi suoi ex-compagni, oltre che con Ichigo e Chad, Tsukishima si ritira. Spronato dallo scontro, Ichigo prosegue l'allenamento per riprendere i suoi poteri. In questa seconda fase, l'ex-Shinigami affronta Ginjō in una dimensione simile a un videogioco, creata dal Fullbring di un altro membro di Xcution, Yukio Hans Vorarlberna, all'interno della quale viene assistito da Orihime. Per farlo concentrare sullo scontro, Ginjō lo acceca. |                                         |                                          |
| 52 | End of Bond | 4 ottobre 2011 ISBN 978-4-08-870291-9   | 12 maggio 2012                           |
| 52 | Capitoli - 451. Welcome to Our Execution 4 (Welcome to Our EXECUTION4?) - 452. Erosion/Implosion (erosion/implosion?) - 453. Mute Your Breathe Friendship - 454. Sheathebreaker - 455. End of Bond 1 - 456. End of Bond 2 - 457. End of Bond 3 - 458. End of All Bonds - 459. Death & Strawberry 2 |                                         |                                          |
| 52 | Trama Con l'aiuto di Ginjō, Ichigo sviluppa completamente il suo Fullbring. Poco tempo dopo, il ragazzo scopre che Tsukishima ha usato i suoi poteri per inserire la sua presenza nel passato di Yuzu, Karin e tutti i suoi amici. Kurosaki, assieme a Ginjō, attacca il quartier generale di Tsukishima, nell'intento di annullare gli effetti del suo Fullbring e riportare i suoi amici alla normalità. Anche Ishida raggiunge il luogo dello scontro e rivela che ad attaccarlo è stato Ginjō e che è lui il vero nemico. Kūgo spiega che la sua memoria era stata modificata da Tsukishima su suo stesso ordine, per rendere più credibile l'inganno. Successivamente, Ginjō estrae i poteri dovuti al Fullbring a Ichigo, ma in quel momento arriva Rukia che restituisce al ragazzo i suoi poteri di Shinigami. |                                         |                                          |
| 53 | The Deathberry Returns 2 | 2 dicembre 2011 ISBN 978-4-08-870291-9  | 14 luglio 2012                           |
| 53 | Capitoli - 460. Deathberry Returns 2 - 461. Come Around Our Turn - 462. Why Me Sad (Why me sad.?) - 463. Extreme Divider - 464. Quiet Chamber, Noisy Heart - 465. Bad Blood Exhaust - 466. Screaming Invader - 467. Luck Men (LUCK MEN?) - 468. Raid as a Blade - 469. Rag Lag Rumble |                                         |                                          |
| 53 | Trama Riottenuti i suoi poteri da Shinigami, Ichigo e altri membri del Gotei 13 sopraggiunti sul posto iniziano uno scontro con i membri di Xcution che hanno incrementato i propri poteri con quelli rubati a Ichigo. Giriko Kutsuzawa viene facilmente sconfitto da Kenpachi e Jackie da Renji, mentre Ikkaku riesce a sopraffare i colpi fortunati di Moe Shishigawara. Nel frattempo, Hitsugaya cerca di sconfiggere Yukio per liberare i propri compagni dalle dimensioni isolate che questi ha creato con il proprio Fullbring e Byakuya inizia un difficile duello con Tsukishima. Impotente contro Rukia, Riruka la trasforma in un peluche incapace di impugnare la zanpakutō. |                                         |                                          |
| 54 | Goodbye to Our Xcution | 2 marzo 2012 ISBN 978-4-08-870386-2     | 8 settembre 2012                         |
| 54 | Capitoli - 470. Pray for Predators - 471. Pray for Predators 2 - 472. Razoredge Requiem - 473. Enemies in the Dark - 474. Believe (beLIEve?) - 475. Shades of the Bond - 476. The Lost (THE LOST?) - 477. The Lost 2 (THE LOST 2?) - 478. The Lost 3 (THE LOST 3?) - 479. Goodbye to Our Xcution |                                         |                                          |
| 54 | Trama Riruka racconta a Rukia di come Ginjō abbia salvato lei e gli altri dalla solitudine, e viene poi sconfitta con un espediente. Anche Byakuya riesce ad avere la meglio contro le subdole tattiche di Tsukishima, che viene ferito a morte. Ginjō rivela a Ichigo che il sigillo di Sostituto Shinigami gli fu dato per controllarlo e spiarlo, un piano di Ukitake per far uscire allo scoperto Ginjō e così ucciderli assieme. Ichigo ha tuttavia cambiato la risoluzione dei membri della Soul Society, che ora vogliono osservare che decisione prenderà. Il ragazzo comprende le buone intenzioni di Ukitake e decide di continuare a proteggere gli altri, sconfiggendo così Ginjō, che muore dopo aver compreso i propri errori. Nella Soul Society, Ichigo chiede indietro il corpo di Ginjō per seppellirlo sulla Terra. Altrove, Riruka ringrazia dentro di sé Ichigo, dopodiché scompare nel nulla. |                                         |                                          |
| 55 | The Blood Warfare 「THE BLOOD WARFARE」 | 4 giugno 2012 ISBN 978-4-08-870418-0    | 10 novembre 2012                         |
| 55 | Capitoli - 480. The Blood Warfare (THE BLOOD WARFARE?) - 481. The Tearing - 482. Bad Recognition - 483. KriegsErklärung - 484. The Buckbeard - 485. Foundation Stones - 486. The Crimson Cremation - 487. Breathe But Blind (BREATHE BUT BLIND?) - 488. Bond Behind Blast - 489. March of the StarCross |                                         |                                          |
| 55 | Trama Moltissimi Hollow vengono eliminati e Mayuri comprende che è opera dei Quincy. A casa di Ichigo arriva un Arrancar di nome Ebern che mostra i poteri di un Quincy. Ebern sfida Ichigo, provocandolo ad usare il bankai per poterglielo sottrarre. Il bankai non viene però rubato ed Ichigo sconfigge facilmente Ebern, costretto così alla ritirata. Yamamoto viene raggiunto da alcuni membri del Vandenreich, che dichiarano guerra alla Soul Society. Gli invasori si ritirano dopo aver ucciso il luogotenente della Prima Divisione, Chōjirō Sasakibe, il quale, prima di morire, comunica che i nemici gli hanno sottratto il bankai. Ichigo viene raggiunto da Nel, che lo supplica di salvare l'Hueco Mundo, conquistato dal Vandenreich. Altrove, Ebern e l'Arrancar che ha dichiarato guerra riferiscono all'imperatore del Vandenreich, che li uccide in quanto ha a disposizione qualunque Arrancar, compresa la regina dell'Hueco Mundo, Harribel, che tiene imprigionata. Ichigo, Urahara, Chad e Inoue raggiungono l'Hueco Mundo, dove Ichigo comincia a battersi col Quincy Quilge Opie. Approfittando dell'assenza di Ichigo, l'imperatore ordina di invadere la Soul Society. Mayuri accusa intanto Yamamoto di essere il responsabile della situazione, in quanto mille anni prima non fu in grado di uccidere l'imperatore dei Quincy. |                                         |                                          |
| 56 | March of the StarCross 「MARCH OF THE STARCROSS」 | 4 settembre 2012 ISBN 978-4-08-870478-4 | 13 aprile 2013                           |
| 56 | Capitoli - 490. March Of The StarCross 2 - 491. Toden Engel - 492. Balancer's Justice - 493. Light of Happiness - 494. The Closing Chapter Part One - 495. Bleeding Guitar Blues - 496. Kill The Shadow - 497. Kill The Shadow 2 - 498. The Dark Rescuer - 499. Rescuer in the Dark (RESCUER IN THE DARK?) |                                         |                                          |
| 56 | Trama Quilge ricorre alla tecnica Quincy più potente, il Vollständig, per tener occupato nell'Hueco Mundo Ichigo, considerato dai Quincy una delle "cinque potenze belliche speciali". Contro Quilge interviene Allon, creato dalle Tres Bestias che erano state sconfitte in precedenza da Quilge, ma il Quincy si potenzia assorbendo la reiatsu nei dintorni e lo stesso Allon. Utilizzando il suo bankai, Ichigo supera il suo avversario costringendolo alla difensiva. Intanto gli ufficiali del Vandenreich, gli Stern Ritter, invadono la Soul Society e fanno strage di Shinigami, sconfiggendo anche Kira e alcuni ufficiali. I capitani Byakuya, Soifon, Hitsugaya e Komamura utilizzano il bankai, che viene loro rubato. Il bankai di Ichigo non può invece esser sottratto e Quilge viene sconfitto da Urahara, il quale apre un Senkaimon affinché Ichigo possa raggiungere la Soul Society e lo informa delle abilità dei suoi avversari. Rialzatosi a stento, Quilge ferisce Urahara, Chad e Inoue e chiude il Senkaimon intrappolandovi Ichigo. |                                         |                                          |
| 57 | Out of Bloom 「OUT OF BLOOM」 | 4 dicembre 2012 ISBN 978-4-08-870516-3  | 8 giugno 2013                            |
| 57 | Capitoli - 500. Rescuer In The Deep Dark - 501. Hear.Fear.Here - 502. Il ciliegio sfiorisce (散桜?, San'ō) - 503. Wrath as a Lightning - 504. Oltre il tuono (雷鳴の彼方ヘ?, Raimei no kanata e) - 505. The Fire - 506. The Fire 2 - 507. The Fire 3 - 508. Come un fuoco furioso (烈火の如し?, Rekka no gotoku) - 509. Tenchi kaijin (Il mondo intero in cenere) (天地灰尽?, Tenchi kaijin) |                                         |                                          |
| 57 | Trama L'unità scientifica avvisa gli Shinigami dell'imminente arrivo di Ichigo, ma viene attaccata da un nemico in grado di manipolare Jidanbō e gli stessi Shinigami. Prima di poter attaccare Urahara e gli altri, Quilge viene però sconfitto da un misterioso guerriero. Byakuya viene battuto col suo stesso Bankai da Äs Nödt, i cui colpi scatenano un'istintiva paura negli avversari. Anche Renji e Rukia vengono battuti, mentre Hisagi è impotente contro lo Stern Ritter che ha ucciso Sasakibe, ma viene salvato da Yamamoto. Il Quincy usa contro Yamamoto il bankai del suo luogotenente ma viene ucciso. Nel frattempo, dopo aver ucciso tre Stern Ritter, Kenpachi si scaglia contro l'imperatore Yhwach, che però lo sconfigge facilmente e si pente di averlo considerato la potenza bellica speciale numero 1. Yamamoto giunge sul posto per uccidere Yhwach e sfodera il bankai, che riduce in cenere tutto ciò che vi è nei paraggi, utilizzando come soldati perfino i subordinati di Yhwach uccisi mille anni prima. Sconfitto, il Quincy chiede perdono a Yhwach, rivelando quindi di non essere quello vero. |                                         |                                          |
| 58 | The Fire 「THE FIRE」 | 4 marzo 2013 ISBN 978-4-08-870551-4     | 7 settembre 2013                         |
| 58 | Capitoli - 510. The Extinction - 511. Bisogna morire in piedi (立ちて死すべし?, Tachite shisubeshi) - 512. The Stand Ablaze - 513. The Dark Moon Stroke - 514. Born in the Dark (BORN IN THE DARK?) - 515. Relics (relics?) - 516. The Squad Zero (THE SQUAD ZERO?) - 517. The Stairway to Heaven - 518. The Shooting Star Project [Zero Mix] (The Shooting Star Project [ZERO MIX]?) - 519. Hot, Hot, Heat (HOT, HOT, HEAT?) - 520. Killers Not Dead (KILLERS NOT DEAD?) |                                         |                                          |
| 58 | Trama Lo Stern Ritter Royd Lloyd aveva preso le sembianze dell'imperatore per intrattenere Yamamoto mentre Yhwach proponeva ad Aizen di unirsi a lui come potenza bellica speciale, ricevendo però un rifiuto. Yhwach li raggiunge e sottrae il bankai a Yamamoto, dopodiché lo uccide. Liberatosi, Ichigo affronta i nemici e risveglia il potere difensivo dei Quincy. Yhwach gli spiega che sua madre era una Quincy e di volerlo nelle sue truppe, ma è costretto a ritirarsi perché Aizen gli ha alterato i sensi. Ichigo tenta di fermarli ma Jugram Haschwalth, braccio destro dell'imperatore, gli spezza il bankai. Mentre la Soul Society si occupa dei feriti, i cinque membri della Compagnia Zero arrivano per portare Ichigo, Byakuya, Rukia e Renji nella dimensione del Re Spirito. Intanto Ganju Shiba si allena coi Fullbringer Ginjō, Tsukishima e Giriko. Gli Shinigami vengono curati da Tenjirō Kirinji, che invia Ichigo e Renji dalla Guardia Reale successiva. Intanto, Kyōraku viene scelto come nuovo comandante generale, e ottiene dal Consiglio dei 46 di poter insegnare a Kenpachi a combattere. Lo affida così a Unohana, che era stata la Kenpachi della prima generazione: Yachiru Unohana. |                                         |                                          |
| 59 | The Battle 「THE BATTLE」 | 4 giugno 2013 ISBN 978-4-08-870662-7    | 7 dicembre 2013                          |
| 59 | Capitoli - 521. A Piggy Party - 522. Love it - 523. Swords of Origin - 524. The Drop (THE DROP?) - 525. Edges - 526. The Battle - 527. Eliminate From Heaven - 528. Everything But the Rain - 529. Everything But the Rain Op.2 "The Rudiments" - 530. Everything But the Rain Op.3 "Dark of The Moon" |                                         |                                          |
| 59 | Trama Nel Muken, Unohana affronta Kenpachi, sconfiggendolo e curandolo continuamente. Unohana era la criminale più temuta della storia e, non trovando nessuno in grado di soddisfarla in battaglia, un giorno fu attaccata da un piccolo Zaraki, che si rivelò più forte di lei. Per potersi divertire ancora in battaglia, Zaraki diminuì inconsciamente il proprio potere. Risvegliata la propria forza, Zaraki uccide infine Unohana e scopre finalmente il nome della propria zanpakutō. Intanto, Ichigo e Renji recuperano le forze da Kirio Hikifune, la creatrice delle anime sostitutive, che rivela che tutti i membri della Compagnia Zero sono stati scelti per aver inventato qualcosa di fondamentale. Li manda così da Ōetsu Nimaiya, il creatore delle zanpakutō, che li fa combattere contro le Asauchi, spade senza nome. Renji supera la prova, ma Ichigo viene sconfitto e rimandato a casa, dove deve riscoprire le proprie origini. Suo padre gli rivela allora di quando era Isshin Shiba, capitano della Decima Compagnia, e di quando fu salvato dalla Quincy Masaki Kurosaki. Investigando sulle morti di Shinigami sulla Terra, dovute agli esperimenti di hollowificazione da parte di Aizen, Isshin venne attaccato dal suo Hollow. |                                         |                                          |
| 60 | Everything But the Rain 「EVERYTHING BUT THE RAIN」 | 2 agosto 2013 ISBN 978-4-08-870782-2    | 8 marzo 2014                             |
| 60 | Capitoli - 531. Everything But the Rain Op.4 "Dark of the Bleeding Moon" - 532. Everything But the Rain Op.5 "The White Noise" - 533. Everything But the Rain Op.6 "The Gravitation" - 534. Everything But the Rain Op.7 "Hole of Reproach" - 535. Everything But the Rain Op.8 "Defenders" - 536. Everything But the Rain Op.9 "June Truth" - 537. Everything But the Rain Op.10 "Prinz von Licht" - 538. Standing On the Edge - 539. Prob-less, Progress - 540. The Sword Five (THE SWORD FIVE?) |                                         |                                          |
| 60 | Trama Durante il combattimento con l'Hollow White, Isshin venne ferito da Aizen. Intervenne così Masaki Kurosaki a sconfiggere White, subendo però una ferita che la portò ad hollowificare. Urahara spiegò dunque che l'unico modo per salvarle la vita era che Isshin rinunciasse ai poteri di Shinigami per proteggerla come umano. Isshin rivela infine a Ichigo che nove anni prima il progenitore dei Quincy, Yhwach, riacquisì i propri poteri dopo 999 anni di prigionia sottraendo quello dei Quincy impuri, tra cui Masaki e la madre di Uryū, che poi morirono. Ichigo torna dunque da Nimaiya e supera la prova delle Asauchi. Intanto, Yhwach accoglie Uryū, e gli Shinigami si preparano in vista della prossima invasione. Kensei allena Hisagi al bankai e Komamura si reca dal capo del proprio clan per sottoporsi a un addestramento. Mentre Ōetsu riforgia il bankai ad Ichigo, gli spiega che la sua vera zanpakutō è il suo Hollow interiore e che Zangetsu ha solo finto di essere il suo potere di Shinigami, poiché è il suo potere di Quincy. Quell'uomo è infatti l'Yhwach di mille anni prima. |                                         |                                          |
| 61 | The Last 9 Days 「THE LAST 9DAYS」 | 4 dicembre 2013 ISBN 978-4-08-870818-8  | 14 giugno 2014                           |
| 61 | Capitoli - 541. The Blade and Me 2 (THE BLADE AND ME 2?) - 542. The Blade Is Me (THE BLADE IS ME?) - 543. Letters - 544. Walking With Watchers - 545. Blue Stripes - 546. The Last 9 Days (THE LAST 9DAYS?) - 547. Peace from Shadows - 548. The Thin Ice - 549. The StormBringer - 550. Blazing Bullets |                                         |                                          |
| 61 | Trama Il finto Zangetsu confessa ad Ichigo di aver represso la sua vera forza per impedirgli di diventare uno Shinigami, conscio che un giorno avrebbe dovuto ucciderlo, e che infatti è sempre stato l'Hollow a salvarlo quando si trovava in difficoltà. Gli consegna così la vera Zangetsu, che prende la forma di due lame: una contenente il suo potere Hollow/Shinigami e l'altra il suo potere Quincy. Intanto, Yhwach nomina Uryū suo successore dinanzi agli Stern Ritter, suscitando malumori nelle proprie file. Dopo avergli conferito la sua stessa lettera "A", l'imperatore gli spiega di averlo scelto perché unico Quincy di sanguemisto ad essere sopravvissuto al suo Auswählen nove anni prima. Al Palazzo Reale, Byakuya esce finalmente dalla sorgente termale di Kirinji, e Rukia e Renji vengono allenati da Ichibei Hyōsube. Mentre i Vizard rimasti sulla Terra aggiustano la distorsione tra il mondo e la Soul Society, i Quincy invadono il Seireitei, sostituendo la Soul Society col Vandenreich. Mille anni prima i Quincy sconfitti in battaglia scapparono infatti dal mondo terreno e si rifugiarono nella Soul Society creando nelle ombre una dimensione sovrapposta. Yhwach rivela dunque ad Uryū di voler riconquistare il mondo in nove giorni. Mentre Soifon affronta BG9, Hitsugaya si scontra con Bazz-B, che però lo trafigge con un dito. |                                         |                                          |
| 62 | Heart of Wolf 「HEART OF WOLF」 | 4 marzo 2014 ISBN 978-4-08-870850-8     | 11 ottobre 2014                          |
| 62 | Capitoli - 551. The Burnt Offerings - 552. The Fundamental Virulence - 553. Frozen Cross - 554. Desperate Lights - 555. The Hero (THE HERO?) - 556. The Wolfsbane - 557. Ho già abbandonato la mia vita (命はとうに置いてきた?, Inochi wa tōni oite kita) - 558. Il cuore del lupo (狼の心臓?, Ōkami no shinzō) - 559. The Night Right (THE NIGHT RIGHT?) - 560. Rages at Ringside |                                         |                                          |
| 62 | Trama Bazz-B sconfigge facilmente Hitsugaya ma viene interrotto da Cang Du, il quale, dopo aver sconfitto Matsumoto, vuole finire il capitano col bankai che gli aveva sottratto. Nel frattempo, Kisuke ha scoperto che hollowificando i bankai, i Quincy ne perderebbero il possesso in quanto incompatibili con gli Hollow. Invia così a tutti i capitani e luogotenenti delle speciali pillole, che permettono loro di recuperare i bankai sottratti. Hitsugaya e Soifon sconfiggono così i propri avversari. Komamura affronta dunque Bambietta Basterbine che ricorre al Vollständig. Lo Shinigami, con sembianze umane acquisite dopo essersi sottoposto al rito del proprio clan, sconfigge la Stern Ritter con la potenza ottenuta rinunciando alla propria vita; dopodiché, si tramuta in un lupo privo di forze, colpevole di aver venduto l'anima alla vendetta. Frattanto, Haschwalth viene convocato da Yhwach per giustiziare gli sconfitti Cang Du e BG9. Mentre Ichigo parte per la Soul Society, Rukia e Renji vi arrivano. Qui Kensei e Rose affrontano lo Stern Ritter che ha appena sconfitto Hisagi, Ikkaku e Yumichika. Nonostante venga steso, col supporto del suo sostenitore si rialza e colpisce i due capitani e si presenta come "Superstar" Mask de Masculine, affermando che le grida d'incitamento sono la sua forza. |                                         |                                          |
| 63 | Hear, Fear, Here 「HEAR, FEAR, HERE」 | 2 maggio 2014 ISBN 978-4-08-880055-4    | 6 dicembre 2014                          |
| 63 | Capitoli - 561. The Villain (THE VILLAIN?) - 562. The Villain 2 (THE VILLAIN 2?) - 563. Superstar Never Die (SUPERSTAR NEVER DIE?) - 564. Red Bristled Kings - 565. God Like You - 566. What is Your Fear? - 567. Dance With Snowwhite - 568. Hear, Fear, Here 2 - 569. The White Haze - 570. Closer, Closer |                                         |                                          |
| 63 | Trama Nonostante i loro bankai, Rose e Kensei vengono sconfitti velocemente dal potere di Superstar. Prima che il Quincy possa finirli viene fermato da Renji, che attiva il suo nuovo bankai, ottenuto dopo che Ichibei Hyōsube gli ha rivelato il vero nome della sua spada; Mask viene quindi ucciso. Intanto Haschwalth rivela a Uryū che Yhwach è in grado di inserire frammenti della propria anima in coloro che lo circondano; al momento della loro morte, costoro lo renderanno più forte. Infatti, anche l'attuale guerra ha il solo scopo di sparpagliare questi frammenti per allungare la vita a Sua Maestà. Successivamente, Rukia incontra Äs Nödt e svela così il potere della sua spada, cioè abbassare la propria temperatura corporea sotto zero; questo la porta ad essere immune al potere della paura avversario, in quanto essere non vivente. Äs Nödt rilascia però il Vollständig, che, invece di penetrare attraverso la pelle, diffonde la paura attraverso i nervi ottici, perfettamente funzionanti nel corpo di Rukia; la paura trasmessa è talmente potente da portare quasi al collasso mentale la Shinigami, salvata dall'entrata in scena di Byakuya. Äs Nödt aveva usato Rukia solo come esca per attirarne il fratello, ma Byakuya lascia che sia lei a sconfiggere il nemico rilasciando il bankai. Intanto, mentre si occupano di guarire Rose e Kensei, Isane Kotetsu e Yachiru Kusajishi vengono attaccate dallo Stern Ritter Gwenael, capace di rimuovere la propria esistenza dalle menti degli avversari. |                                         |                                          |
| 64 | Death in Vision 「DEATH IN VISION」 | 4 settembre 2014 ISBN 978-4-08-880055-4 | 14 marzo 2015                            |
| 64 | Capitoli - 571. A Devilish Perspective (a Devilish Perspective?) - 572. The Blaster - 573. I Am The Edge (I AM THE EDGE?) - 574. Death in Vision (DEATH IN VISION?) - 575. The Killers High (THE KILLERS HIGH?) - 576. The Killers High 2 (THE KILLERS HIGH 2?) - 577. La lama (刃?, Yaiba) - 578. The Undead 5 (THE UNDEAD 5?) - 579. The Undead 6 (THE UNDEAD 6?) - 580. The Light (THE LIGHT?) |                                         |                                          |
| 64 | Trama La particolare abilità di Gwenael costringe Yachiru a rilasciare il suo shikai. La spada di Yachiru riesce così a ferire il Quincy, che però viene ucciso subito da un altro Stern Ritter, cioè dal suo creatore Gremmy Thoumeaux. L'abilità di Gremmy gli permette infatti di materializzare tutto ciò che immagina e grazie a queste sue capacità riesce a mettere fuorigioco Yachiru in un attimo, trasformando le sue ossa in biscotti. Subito dopo interviene Kenpachi, che inizia un feroce combattimento contro Gremmy. Quando il Quincy materializza un gigantesco meteorite che minaccia l'intera Seireitei, Kenpachi rilascia il suo shikai e taglia in due il bolide con un fendente. Il Quincy cerca dunque di uccidere Kenpachi ricorrendo al suo potere, ma viene sconfitto dalla sua stessa fantasia dopo aver cercato di immaginare la forza del proprio avversario per incarnarla. Kenpachi, uscito malconcio dal combattimento, trova i vestiti della sua luogotenente per terra, ma di Yachiru non vi è traccia. Ordina quindi all'Undicesima Divisione di iniziare le ricerche, ma Candice Catnipp, Giselle Gewelle, Meninas McAllon e Liltotto Lamperd, approfittando delle sue condizioni, sconfiggono sia lui che la sua divisione. |                                         |                                          |
| 65 | Marching Out the Zombies 「MARCHING OUT THE ZOMBIES」 | 3 ottobre 2014 ISBN 978-4-08-880191-9   | 13 giugno 2015                           |
| 65 | Capitoli - 581. The Hero 2 (THE HERO 2?) - 582. The Headless Star - 583. The Headless Star 2 - 584. The Headless Star 3 (LA STELLA DECAPITATA 3?) - 585. The Headless Star 4 - 586. The Headless Star 5 - 587. The Headless Star 6 - 588. The Headless Star 7 - 589. The Shooting Star Project [The Old and New Trust] - 590. Marching Out the Zombies (Marching Out the ZOMBIES?) - 591. Marching Out the Zombies 2 (Marching Out the ZOMBIES 2?) |                                         |                                          |
| 65 | Trama Ichigo Kurosaki arriva finalmente nel Seireitei e salva Kenpachi dalle quattro Stern Ritter. Inizia quindi un combattimento quattro contro uno, in cui Ichigo sembra prevalere senza la benché minima difficoltà. Quando Yhwach avverte la discesa in campo di Ichigo, ordina a Haschwalth e a Uryū di iniziare con il loro piano, ovvero l'invasione del Reiōkyu. Ichigo cerca di raggiungerlo, ma viene braccato dalle quattro ragazze e da altri quattro Stern Ritter; viene però soccorso dagli Shinigami, che gli permettono di lasciare il campo di battaglia. Il giovane tenta di fermare la partenza di Yhwach, ma viene attaccato dal suo vecchio amico Uryū, che lo attacca con un'ondata di frecce bloccata da Orihime e Chad. Urahara cerca quindi di allestire un viaggio per il Palazzo Reale, mentre Yhwach, Haschwalth e Uryū, arrivati a destinazione, si scontrano con il potere delle acque termali di Tenjirō Kirinji. La battaglia nel Seireitei continua senza sosta, e Ikkaku e Yumichika vengono sconfitti dagli zombie di Giselle Gewelle; ciò costringe Mayuri a scendere in campo. Dopo aver neutralizzato tutti gli attacchi di Giselle, anche grazie al ritorno degli Arrancar Dordoni, Cirucci, Luppi e Charlotte, la Stern Ritter evoca lo zombie di Hitsugaya. |                                         |                                          |
| 66 | Sorry I Am Strong 「SORRY I AM STRONG」 | 5 gennaio 2015 ISBN 978-4-08-880221-3   | 12 settembre 2015                        |
| 66 | Capitoli - 592. Marching Out the Zombies 3 (Marching Out the ZOMBIES 3?) - 593. Marching Out the Zombies 4 (Marching Out the ZOMBIES 4?) - 594. Rubb-Dolls - 595. Rubb-Dolls 2 - 596. Rubb-Dolls 3 - 597. Winded by the Shadow - 598. The Shooting Star Project [We Only Have to Beat You Mix] - 599. Too Early to Win Too Late to Know - 600. Snipe (SNIPE?) - 601. Verge on Vermillion (VERGE ON VERMILLION?) |                                         |                                          |
| 66 | Trama Hitsugaya sconfigge facilmente Yumichika, Ikkaku e gli Arrancar, ma Mayuri usa una speciale sostanza per liberare lui, Matsumoto, Rose e Kensei dal controllo di Giselle, sconfiggendolo. Altrove, Byakuya sconfigge tre Sternitter, ma viene attaccato dallo Sternritter PePe Waccabadra, che prende il controllo di Hisagi e di Meninas per sopraffare lui e Lillotto. Byakuya viene tuttavia salvato da Mayuri, che usa Kensei per battere PePe, che viene successivamente mangiato da Lillotto. Intanto al palazzo, Yhwach evoca la sua guardia scelta composta da Gerard Valkyrie, Lille Barro, Pernida Parnkgjas e il nuovo membro Askin Nak Le Varr per combattere contro la compagnia 0. Anche se Lille riesce a distruggere il palazzo, questi si rivela essere un'illusione e Oetsu sconfigge la guardia di Yhwach tranne Askin che riesce a sopravvivere grazie alle sue abilità. |                                         |                                          |
| 67 | Black 「BLACK」 | 3 aprile 2015 ISBN 978-4-08-880327-2    | 12 dicembre 2015                         |
| 67 | Capitoli - 602. Bane Licking Good - 603. What The Hell - 604. Revitalize (REVITALIZE?) - 605. Don't Call My Name - 606. Divine Division - 607. The Master (THE MASTER?) - 608. Più nero del nero (黒より黒し?, Kuro yori kuroshi) - 609. "A" - 610. Mausoleum of Skulls - 611. La morte di Reio (霊王死す?, Reiō shisu) |                                         |                                          |
| 67 | Trama Ōetsu riesce ad annullare la capacità di Askin e lo uccide. Ma Yhwach utilizza Auswählen, che gli permette di resuscitare la sua guardia scelta a scapito degli altri Sternritter, uccidendo nel processo lo Sternritter "N" Robert Accutrone. Mentre la guardia d'elite si occupa dei membri della Guardia Reale, Yhwach affronta il loro capo Ichibē Hyōsube, che usa il suo Shikai e poi il suo Bankai e riesce a sopraffare completamente Yhwach. Ma l'imperatore usa il suo potere "L'Onnipotente" e uccide Ichibē. Con la Guardia Reale sconfitta, Yhwach dirige verso il re Spirito. Nel frattempo, il gruppo di Ichigo arriva al palazzo e resuscita Ichibē, quest'ultimo chiede ad Ichigo di fermare Yhwach. Allo stesso tempo, Yhwach trafigge il re Spirito con la sua spada, rivelando di essere suo figlio. |                                         |                                          |
| 68 | The Ordinary Peace 「THE ORDINARY PEACE」 | 3 luglio 2015 ISBN 978-4-08-880423-1    | 12 marzo 2016                            |
| 68 | Capitoli - 612. Dirty (DIRTY?) - 613. The Ordinary Peace - 614. Kill the King (KILL THE KING?) - 615. All is Lost - 616. Il divino Mimihagi (ミミハギ様?, Mimihagi-sama) - 617. Return of the God - 618. The Dark Arm - 619. The Betrayer - 620. Where Do You Stand - 621. THE DARK CURTAIN (The Dark Curtain?) - 622. The Agony |                                         |                                          |
| 68 | Trama I restanti capitani e tenenti si uniscono ad Urahara e il suo gruppo con lo scopo di raggiungere il palazzo. Nel frattempo, Ichigo e i suoi amici arrivano a palazzo e si confrontano con Yhwach, ma il sangue Quincy di Ichigo lo costringe a uccidere involontariamente il re Spirito, iniziando la distruzione della Soul Society, Hueco Mundo, e il mondo reale. In risposta, Ukitake rilascia Mimihagi, braccio destro del Re Spirito che ha ospitato sin da quando era giovane, per stabilizzare il re Spirito e Kyoraku rilascia Aizen. Al palazzo, Uryū e la Schutzstaffel uniscono battaglia Yhwach contro la squadra di Ichigo, permettendo all'imperatore di assimilare il re e Mimihagi. Lo scorrimento del potere crea una massa di mostruosità nera che scendono sul Seireitei. Gli shinigami combattono le creature fino a quando non sono raggiunti da Aizen, che distrugge tutte le creature con il suo nuovo enorme potere. |                                         |                                          |
| 69 | Against the Judgement 「AGAINST THE JUDGEMENT」 | 4 agosto 2015 ISBN 978-4-08-880460-6    | 16 giugno 2016                           |
| 69 | Capitoli - 623. Against the Judgement - 624. The Fang (THE FANG?) - 625. Living Jaguar (LIVING JAGUAR?) - 626. The Holy Newborn (THE HOLY NEWBORN?) - 627. The Creation - 628. New World Orders - 629. Gate of the Sun - 630. The Twinned Twilight - 631. Freind (friend?) - 632. Friend 2 (friend 2?) |                                         |                                          |
| 69 | Trama Aizen viene attaccato dallo Sternritter "U" NaNaNa Najahkoop ma quest'ultimo viene rapidamente ucciso da Bazz-B, che, con Liltotto e Giselle, vuole vendicarsi del loro imperatore aiutando gli Shinigami. Nel frattempo, il gruppo di Ichigo viene raggiunto da Grimmjow e Nel mentre Yhwach inizia a costruire un nuovo mondo dalle rovine della Soul Society. Il gruppo è anche inaspettatamente accompagnato dai Fullbringers Yukio e Riruka. Arrivati al nuovo palazzo, le forze degli Shinigami si dividono in tre gruppi: il gruppo di Ichigo, il gruppo di Kyōraku e il gruppo di Mayuri e devono affrontare gli Schutzstaffel sparsi in ogni parte del palazzo. Grimmjow trova e affronta Askin ma viene sconfitto e apparentemente ucciso da lui. Bazz-B arriva all'edificio principale e affronta Haschwalth, ricordando la loro infanzia condivisa. |                                         |                                          |
| 70 | Friend 「FRIEND」 | 4 novembre 2015 ISBN 978-4-08-880497-2  | 15 settembre 2016                        |
| 70 | Capitoli - 633. Friend 3 (FRIEND 3?) - 634. Friend 4 (friend 4?) - 635. Hooded Enigma - 636. Sensitive Monster - 637. Baby, Hold Your Hand (BABY, HOLD YOUR HAND?) - 638. Ribolle di malevolenza, il colmo del ridicolo (悪意沸沸滑稽ノ極ミ?, Akui futsufutsu kokkei no goku mi) - 639. Baby, Hold Your Hand 2 (BABY, HOLD YOUR HAND 2?) - 640. Baby, Hold Your Hand 3 [Mad Lullaby no.7] (BABY, HOLD YOUR HAND 3 [Mad Lullaby no.7]?) - 641. Baby, Hold Your Hand 4 [When I Am Sleeping] (BABY, HOLD YOUR HAND 4 [When I am sleeping]?) - 642. Baby, Hold Your Hand 5 [Eyes Are Open] (BABY, HOLD YOUR HAND 5 [Eyes Are Open]?) - 520.5. Walk under two Letters (walk under two letters?) |                                         |                                          |
| 70 | Trama Nonostante gli sforzi, Bazz-B non riesce a sconfiggere Haschwalt che lo ferisce mortalmente, mentre Lillotto e Giselle vengono facilmente sconfitte da Yhwach. Nel frattempo il gruppo di Mayuri e Kenpachi si scontra con Pernida, che riesce a ferire gravemente Kenpachi e rivela di essere il braccio sinistro del Re Spirito. Mayuri impegna Pernida in una lunga battaglia e poiché Pernida ha la meglio per la maggior parte del combattimento, Nemu interviene contro gli ordini di Mayuri. Mentre combatte Pernida, Nemu ricorda il suo passato. |                                         |                                          |
| 71 | Baby, Hold Your Hand 「BABY, HOLD YOUR HAND」 | 4 marzo 2016 ISBN 978-4-08-880604-4     | 15 dicembre 2016                         |
| 71 | Capitoli - 643. Baby, Hold Your Hand 6 [Waiting For Love] (BABY, HOLD YOUR HAND 6 [Waiting for Love]?) - 644. Baby, Hold Your Hand 7 [Never Ending My Dream] (BABY, HOLD YOUR HAND 7 [Never Ending My Dream]?) - 645. Don't Chase a Shadow - 646. The Second Eye - 647. The Theatre Suicide (THE THEATRE SUICIDE?) - 648. The Theatre Suicide 2 (THE THEATRE SUICIDE SCENE 2?) - 649. The Theatre Suicide 3 (The Theatre Suicide SCENE 3?) - 650. The Theatre Suicide 4 (THE THEATRE SUICIDE SCENE 4?) - 651. The Theatre Suicide 5 (The Theatre Suicide SCENE 5?) - 652. The Theatre Suicide 6 (The Theatre Suicide SCENE 6?) |                                         |                                          |
| 71 | Trama Pernida alla fine uccide Nemu ma, divorandone il corpo, questo esplode e muore a causa della presenza di materiali letali nel cadavere. Mayuri recupera i resti di Nemu e inizia a curarsi insieme a lei, mentre gli ormai guariti Histugaya e Matsumoto si uniscono alla battaglia. Nel frattempo, Lille cerca di uccidere l'intero gruppo di Shinigami, ma viene fermato da Kyoraku, che riesce apparentemente ad avere la meglio, ma Lille attiva il suo Vollständig e ribalta la situazione. Mentre Gerard affronta Byakuya, Renji, Rukia, Shinji, e Hinamori, Kyoraku sfodera il suo Bankai e riesce a sconfiggere apparentemente Lille. Ma il Quincy sopravvive e subisce un'altra trasformazione del suo Vollständig e quasi uccide Kyoraku, finché Nanao non interviene. Kyoraku decide di dire Nanao la storia della sua famiglia e le da la sua Zanpakutō, i due si preparano così ad affrontare Lille. |                                         |                                          |
| 72 | My Last Words 「MY LAST WORDS」 | 2 maggio 2016 ISBN 978-4-08-880649-5    | 9 marzo 2017                             |
| 72 | Capitoli - 653. The Theatre Suicide Scene 7 "Due spilloni, un'ombra" (The Theatre Suicide SCENE 7 "簪二つ 影一つ"?, The Theatre Suicide Scene 7 "Kanzashi futa tsu kage hito tsu") - 654. Deadman Standing - 655. The Miracle (THE MIRACLE?) - 656. God of Thunder (GOD OF THUNDER?) - 657. God of Thunder 2 (GOD OF THUNDER 2?) - 658. Fatal Matters Are Cold - 659. There Will Be Frost - 660. The Visible Answer - 661. My Last Words (MY LAST WORDS?) - 662. God of Thunder 3 (GOD OF THUNDER 3?) - 663. God of Thunder 4 (GOD OF THUNDER 4?) |                                         |                                          |
| 72 | Trama Usando il potere della sua zanpakuto, Nanao riesce a respingere l'attacco di Lille, che indebolito precipita sulla Soul Society, dove viene attaccato da Kira. Nel frattempo Gerard usa il suo potere per convertire i danni subiti in forza trasformandosi così in un gigante che sconfigge gli shinigami e i Vizard prima di essere fermato da Hitsugaya, mentre Askin ha la meglio sul gruppo di Ichigo, venendo subito attaccato da Yorouchi e suo fratello Yushiro. Urahara interviene in loro aiuto, costringendo Askin ad attivare il suo Vollständig. Al palazzo, Uryū si trova di fronte Haschwalth, che ha temporaneamente scambiato i poteri con Yhwach. Grazie a "The Almighty", Haschwalth sa che Uryū li tradirà e lo attacca fino a quando Ichigo, Orihime, e Sado non arrivano. Uryū gli rivela che possono uccidere un Yhwach vulnerabile mentre lui tiene a bada Haschwalth. |                                         |                                          |
| 73 | Battle Field Burning 「BATTLE FIELD BURNING」 | 4 luglio 2016 ISBN 978-4-08-880684-6    | 13 luglio 2017                           |
| 73 | Capitoli - 664. The Gift - 665. The Princess Dissection - 666. Empty Hall of the Puppet Temple (空っぽ、傀儡、伽藍堂?, Karappo kugutsu garan dō) - 667. Bigger, Louder, Stronger (BIGGER, LOUDER, STRONGER?) - 668. Bigger, Faster, Stronger (BIGGER, FASTER, STRONGER?) - 669. La lama 2 (刃 II?, Yaiba II) - 670. The Perfect Crimson - 671. The Perfect Crimson 2 - 672. Son of Darkness - 673. Father - 674. Father 2 |                                         |                                          |
| 73 | Trama Messo in difficoltà dal Volstanding di Askin, Urahara attiva il suo Bankai, riuscendo ad abbattere l'avversario grazie all'aiuto di Grimmjow. Poco prima di morire, il Quincy rivela che così facendo, attiveranno la sua tecnica più forte, alla quale dubita che saranno in grado di sopravvivere. Tuttavia, dopo aver osservato il combattimento da una distanza di sicurezza, Nel si muove per salvare i suoi due alleati. Nel frattempo Kenpachi interviene in aiuto degli altri shinigami contro Gerard, attivando il suo Bankai. Nonostante questo, non riesce a gestire il suo potere e serve l'intervento di Byakuya e Hitsugaya, che rivela una nuova forma del suo Bankai, per finire Gerard, che però si rigenera in una forma ancora più forte. Nello stesso tempo Ichigo e Orihime arrivano nella sala del trono di Yhwach che ha di nuovo scambiato il suo potere con Haschwalt e iniziano a battersi con lui, mentre Isshin e Ryuken arrivano al palazzo. |                                         |                                          |
| 74 | The Death and the Strawberry 「THE DEATH AND THE STRAWBERRY」 | 4 novembre 2016 ISBN 978-4-08-880774-4  | 2 novembre 2017                          |
| 74 | Capitoli - 675. Blood for My Bone - 676. Horn of Salvation - 677. Horn of Salvation 2 - 678. The Future Black - 679. The End (THE END?) - 680. The End 2 (THE END 2?) - 681. The End Two World (THE END TWO WORLD?) - 682. The Two Sided World End - 683. The Dark Side of Two World Ends - 684. The Blade - 685. A Perfect End (無欠の果て?, Muketsu no hate) - 686. Death & Strawberry |                                         |                                          |
| 74 | Trama Mentre Ishida continua ad affrontare Hashwalt, Ichigo combatte Yhwach sfoderando il suo nuovo bankai, unione dei suoi poteri da Quincy, Hollow e Shinigami. Nonostante questo, Yhwach ha la meglio grazie a "The Almigthy", e assorbe i poteri Quincy e Hollow di Ichigo insieme a quelli di Gerard e Hashwalt, uccidendo i due Quincy. Il sovrano dei Quincy parte quindi alla volta della Soul Society per distruggerla e dare inizio ad un nuovo mondo. I Fullbringer giungono in aiuto di Ichigo aiutando Orihime a riparare Zangetsu, spezzata da Yhwach, mentre Isshin e Ryuken consegnano a Ishida una freccia in grado di privare Yhwach dei suoi poteri. Ichigo e Renji si recano così alla Soul Society, dove Yhwach sta affrontando Aizen, di nuovo libero. Grazie all'aiuto di Aizen, Ichigo riesce a trafiggere Yhwach, che, colpito dalla freccia di Ishida, viene definitivamente eliminato da Ichigo. Dieci anni dopo, Rukia, ora capitano della Tredicesima Divisione e sposata con Renji, si reca sulla Terra per andare a trovare Ichigo, che ha sposato Orihime. Nel frattempo la figlia di Rukia e Renji, Ichika, fa la conoscenza di Kazui, figlio di Ichigo e Orihime, che le rivela di essere a sua volta uno shinigami. |                                         |                                          |